# Calciatori con almeno 100 presenze in nazionale
La lista di calciatori con almeno 100 presenze in nazionale comprende l'elenco dei calciatori che hanno disputato almeno 100 partite nella rispettiva rappresentativa nazionale maggiore di calcio.
Il primo calciatore a raggiungere tale soglia fu l'inglese Billy Wright l'11 aprile 1959 contro la Scozia, mentre il più giovane fu il sudcoreano Cha Bum-kun che giocò la 100ª partita con la propria nazionale il 9 ottobre 1977 a 24 anni, 4 mesi e 17 giorni.
Il 20 giugno 2023 Cristiano Ronaldo è diventato il primo calciatore a raggiungere quota 200 presenze in nazionale.

## Premi
La FIFA inserisce i giocatori nell'albo d'oro chiamato FIFA Century Club, ma non consegna nessun trofeo fisico. Dal 2011 la UEFA invece consegna al giocatore alla centesima presenza un cappello commemorativo in velluto con un pendaglio in cima e lo stemma della federazione d'appartenenza del giocatore, oltre ad una medaglia d'argento con laccetto azzurro.

## Classifica
I giocatori in grassetto sono tuttora in attività in nazionale. Il numero di presenze riportate può differire da quello indicato dalla FIFA per stilare il FIFA Century Club.
Statistiche aggiornate al 16 luglio 2025.
| Pos. | Calciatore                 | Presenze | Nazionale                                | Confederazione | Debutto           | Ultima            |  |
| ---- | -------------------------- | -------- | ---------------------------------------- | -------------- | ----------------- | ----------------- |  |
| 1    | Cristiano Ronaldo          | 221      | Portogallo                               | UEFA           | 20 agosto 2003    | 8 giugno 2025     |  |
| 2    | Bader Al-Mutawa            | 196      | Kuwait                                   | AFC            | 4 settembre 2003  | 14 giugno 2022    |  |
| 3    | Chin Aun Soh               | 195      | Malaysia                                 | AFC            | 19 novembre 1969  | 18 agosto 1984    |  |
| 4    | Lionel Messi               | 193      | Argentina                                | CONMEBOL       | 17 agosto 2005    | 10 giugno 2025    |  |
| 5    | Luka Modrić                | 188      | Croazia                                  | UEFA           | 1º marzo 2006     | 9 giugno 2025     |  |
| 6    | Hassan Al-Haydos           | 185      | Qatar                                    | AFC            | 11 agosto 2008    | 10 febbraio 2024  |  |
| 7    | Ahmed Hassan               | 184      | Egitto                                   | CAF            | 29 dicembre 1995  | 22 maggio 2012    |  |
| 8    | Andrés Guardado            | 182      | Messico                                  | CONCACAF       | 14 dicembre 2005  | 15 ottobre 2024   |  |
| 9    | Maynor Figueroa            | 181      | Honduras                                 | CONCACAF       | 31 gennaio 2003   | 2 febbraio 2022   |  |
| 10   | Ahmed Mubarak              | 180      | Oman                                     | AFC            | 25 settembre 2003 | 2 dicembre 2019   |  |
| 10   | Sergio Ramos               | 180      | Spagna                                   | UEFA           | 26 marzo 2005     | 31 marzo 2021     |  |
| 12   | Mohamed Al Deayea          | 178      | Arabia Saudita                           | AFC            | 9 aprile 1993     | 11 giugno 2006    |  |
| 13   | Claudio Suárez             | 177      | Messico                                  | CONCACAF       | 25 luglio 1992    | 1º giugno 2006    |  |
| 14   | Hossam Hassan              | 176      | Egitto                                   | CAF            | 10 settembre 1985 | 7 febbraio 2006   |  |
| 14   | Gianluigi Buffon           | 176      | Italia                                   | UEFA           | 29 ottobre 1997   | 23 marzo 2018     |  |
| 14   | Amer Shafi                 | 176      | Giordania                                | AFC            | 17 agosto 2002    | 1º febbraio 2021  |  |
| 17   | Iván Hurtado               | 168      | Ecuador                                  | CONMEBOL       | 24 maggio 1992    | 16 ottobre 2010   |  |
| 17   | Alexis Sánchez             | 168      | Cile                                     | CONMEBOL       | 27 aprile 2006    | 10 giugno 2025    |  |
| 19   | Vitālijs Astafjevs         | 167      | Lettonia                                 | UEFA           | 26 agosto 1992    | 17 novembre 2010  |  |
| 19   | Iker Casillas              | 167      | Spagna                                   | UEFA           | 3 giugno 2000     | 1º giugno 2016    |  |
| 21   | Cobi Jones                 | 164      | Stati Uniti                              | CONCACAF       | 3 settembre 1992  | 9 ottobre 2004    |  |
| 22   | Celso Borges               | 163      | Costa Rica                               | CONCACAF       | 21 giugno 2008    | 8 luglio 2023     |  |
| 22   | Sayed Mohammed Jaffer      | 163      | Bahrein                                  | AFC            | 17 novembre 2004  | 28 dicembre 2024  |  |
| 24   | Adnan Al-Talyani           | 161      | Emirati Arabi Uniti                      | AFC            | 10 marzo 1984     | 17 dicembre 1997  |  |
| 24   | Diego Godín                | 161      | Uruguay                                  | CONMEBOL       | 26 ottobre 2005   | 28 novembre 2022  |  |
| 24   | Gary Medel                 | 161      | Cile                                     | CONMEBOL       | 15 giugno 2008    | 16 novembre 2023  |  |
| 27   | Essam El-Hadary            | 159      | Egitto                                   | CAF            | 25 marzo 1996     | 25 giugno 2018    |  |
| 28   | Konstantin Vassiljev       | 158      | Estonia                                  | UEFA           | 31 maggio 2006    | 4 giugno 2024     |  |
| 28   | Robert Lewandowski         | 158      | Polonia                                  | UEFA           | 10 settembre 2008 | 24 marzo 2025     |  |
| 30   | Martin Reim                | 157      | Estonia                                  | UEFA           | 3 giugno 1992     | 6 giugno 2009     |  |
| 30   | Landon Donovan             | 157      | Stati Uniti                              | CONCACAF       | 25 ottobre 2000   | 10 ottobre 2014   |  |
| 30   | Jan Vertonghen             | 157      | Belgio                                   | UEFA           | 2 giugno 2007     | 1º luglio 2024    |  |
| 33   | Sami Al-Jaber              | 156      | Arabia Saudita                           | AFC            | 11 settembre 1992 | 23 giugno 2006    |  |
| 33   | Salman Isa                 | 156      | Bahrein                                  | AFC            | 6 febbraio 2001   | 29 novembre 2012  |  |
| 35   | Sunil Chhetri              | 155      | India                                    | AFC            | 12 giugno 2005    | 10 giugno 2025    |  |
| 36   | Yasuhito Endō              | 152      | Giappone                                 | AFC            | 20 novembre 2002  | 23 gennaio 2015   |  |
| 36   | Guillermo Ochoa            | 152      | Messico                                  | CONCACAF       | 14 dicembre 2005  | 15 novembre 2024  |  |
| 36   | Anibal Godoy               | 152      | Panama                                   | CONCACAF       | 3 marzo 2010      | 28 giugno 2025    |  |
| 39   | Javad Nekounam             | 151      | Iran                                     | AFC            | 12 gennaio 2000   | 31 marzo 2015     |  |
| 39   | Michael Bradley            | 151      | Stati Uniti                              | CONCACAF       | 26 maggio 2006    | 16 ottobre 2019   |  |
| 41   | Lothar Matthäus            | 150      | Germania Ovest Germania                  | UEFA           | 14 giugno 1980    | 20 giugno 2000    |  |
| 41   | Claudio Bravo              | 150      | Cile                                     | CONMEBOL       | 11 luglio 2004    | 25 giugno 2024    |  |
| 43   | Gabriel Gómez              | 149      | Panama                                   | CONCACAF       | 9 febbraio 2003   | 28 giugno 2018    |  |
| 44   | Ali Daei                   | 148      | Iran                                     | AFC            | 6 giugno 1993     | 21 giugno 2006    |  |
| 44   | Anders Svensson            | 148      | Svezia                                   | UEFA           | 27 novembre 1999  | 19 novembre 2013  |  |
| 44   | Younis Mahmoud             | 148      | Iraq                                     | AFC            | 19 luglio 2002    | 29 marzo 2016     |  |
| 44   | Paulo da Silva             | 148      | Paraguay                                 | CONMEBOL       | 25 aprile 2000    | 10 ottobre 2017   |  |
| 44   | Shahril Ishak              | 148      | Singapore                                | AFC            | 4 marzo 2003      | 13 novembre 2018  |  |
| 44   | Joel Campbell              | 148      | Costa Rica                               | CONCACAF       | 5 giugno 2011     | 18 novembre 2024  |  |
| 50   | Javier Mascherano          | 147      | Argentina                                | CONMEBOL       | 16 luglio 2003    | 30 giugno 2018    |  |
| 50   | Rafael Márquez             | 147      | Messico                                  | CONCACAF       | 5 febbraio 1997   | 2 luglio 2018     |  |
| 50   | Bryan Ruiz                 | 147      | Costa Rica                               | CONCACAF       | 9 giugno 2005     | 23 novembre 2022  |  |
| 50   | Arturo Vidal               | 147      | Cile                                     | CONMEBOL       | 7 febbraio 2007   | 5 giugno 2025     |  |
| 54   | Pável Pardo                | 146      | Messico                                  | CONCACAF       | 31 agosto 1996    | 6 giugno 2009     |  |
| 54   | Gerardo Torrado            | 146      | Messico                                  | CONCACAF       | 9 giugno 1999     | 6 settembre 2013  |  |
| 54   | Robbie Keane               | 146      | Irlanda                                  | UEFA           | 25 marzo 1998     | 31 agosto 2016    |  |
| 54   | João Moutinho              | 146      | Portogallo                               | UEFA           | 17 agosto 2005    | 9 giugno 2022     |  |
| 58   | Mohamed Husain             | 145      | Bahrein                                  | AFC            | 18 marzo 1997     | 15 gennaio 2015   |  |
| 58   | Javier Zanetti             | 145      | Argentina                                | CONMEBOL       | 16 novembre 1994  | 16 luglio 2011    |  |
| 58   | Hugo Lloris                | 145      | Francia                                  | UEFA           | 19 novembre 2008  | 18 dicembre 2022  |  |
| 58   | Ángel Di María             | 145      | Argentina                                | CONMEBOL       | 6 settembre 2008  | 14 luglio 2024    |  |
| 62   | Anatolij Tymoščuk          | 144      | Ucraina                                  | UEFA           | 25 marzo 1995     | 21 giugno 2016    |  |
| 62   | Mauricio Isla              | 144      | Cile                                     | CONMEBOL       | 7 settembre 2007  | 10 settembre 2024 |  |
| 62   | Ivan Perišić               | 144      | Croazia                                  | UEFA           | 26 marzo 2011     | 9 giugno 2025     |  |
| 62   | Christian Eriksen          | 144      | Danimarca                                | UEFA           | 17 giugno 2010    | 10 giugno 2025    |  |
| 66   | Thomas Ravelli             | 143      | Svezia                                   | UEFA           | 15 febbraio 1981  | 11 ottobre 1997   |  |
| 66   | Marko Kristal              | 143      | Estonia                                  | UEFA           | 3 giugno 1992     | 20 aprile 2005    |  |
| 66   | Michael Mifsud             | 143      | Malta                                    | UEFA           | 10 febbraio 2000  | 11 novembre 2020  |  |
| 66   | Baihakki Khaizan           | 143      | Singapore                                | AFC            | 4 agosto 2003     | 11 giugno 2021    |  |
| 66   | Sergio Busquets            | 143      | Spagna                                   | UEFA           | 1º aprile 2009    | 6 dicembre 2022   |  |
| 66   | Luis Suárez                | 143      | Uruguay                                  | CONMEBOL       | 8 febbraio 2007   | 6 settembre 2024  |  |
| 66   | Yūto Nagatomo              | 143      | Giappone                                 | AFC            | 24 maggio 2008    | 12 luglio 2025    |  |
| 73   | Mohammed Al-Khilaiwi       | 142      | Arabia Saudita                           | AFC            | 20 ottobre 1992   | 5 ottobre 2001    |  |
| 73   | Abdullah Zubromawi         | 142      | Arabia Saudita                           | AFC            | 17 settembre 1993 | 11 giugno 2002    |  |
| 73   | Cafu                       | 142      | Brasile                                  | CONMEBOL       | 12 settembre 1990 | 1º luglio 2006    |  |
| 73   | Lilian Thuram              | 142      | Francia                                  | UEFA           | 17 agosto 1994    | 13 giugno 2008    |  |
| 73   | Fawzi Bashir               | 142      | Oman                                     | AFC            | 18 febbraio 2001  | 11 gennaio 2013   |  |
| 73   | Daniel Bennett             | 142      | Singapore                                | AFC            | 11 dicembre 2002  | 14 novembre 2017  |  |
| 73   | Baha' Abdel-Rahman         | 142      | Giordania                                | AFC            | 7 settembre 2007  | 14 giugno 2022    |  |
| 73   | Ehsan Hajsafi              | 142      | Iran                                     | AFC            | 25 maggio 2008    | 7 febbraio 2024   |  |
| 73   | Tomás Rincón               | 142      | Venezuela                                | CONMEBOL       | 3 febbraio 2008   | 6 giugno 2025     |  |
| 73   | Hariss Harun               | 142      | Singapore                                | AFC            | 24 giugno 2007    | 10 giugno 2025    |  |
| 83   | Clint Dempsey              | 141      | Stati Uniti                              | CONCACAF       | 17 novembre 2004  | 10 ottobre 2017   |  |
| 83   | Osama Hawsawi              | 141      | Arabia Saudita                           | AFC            | 11 ottobre 2006   | 25 giugno 2018    |  |
| 83   | Pepe                       | 141      | Portogallo                               | UEFA           | 21 novembre 2007  | 5 luglio 2024     |  |
| 83   | Edin Džeko                 | 141      | Bosnia ed Erzegovina                     | UEFA           | 2 giugno 2007     | 7 giugno 2025     |  |
| 87   | Steven Davis               | 140      | Irlanda del Nord                         | UEFA           | 9 febbraio 2005   | 27 settembre 2022 |  |
| 88   | Giōrgos Karagkounīs        | 139      | Grecia                                   | UEFA           | 20 agosto 1999    | 29 giugno 2014    |  |
| 89   | Amado Guevara              | 138      | Honduras                                 | CONCACAF       | 5 maggio 1994     | 21 giugno 2010    |  |
| 89   | Hussein Sulaimani          | 138      | Arabia Saudita                           | AFC            | 19 settembre 1996 | 20 novembre 2018  |  |
| 89   | Marek Hamsik               | 138      | Slovacchia                               | UEFA           | 7 febbraio 2007   | 20 giugno 2023    |  |
| 89   | Ismail Abdul-Latif         | 138      | Bahrein                                  | AFC            | 27 ottobre 2005   | 25 marzo 2025     |  |
| 93   | Hussein Saeed              | 137      | Iraq                                     | AFC            | 5 settembre 1976  | 3 marzo 1990      |  |
| 93   | Wálter Centeno             | 137      | Costa Rica                               | CONCACAF       | 27 settembre 1995 | 18 novembre 2009  |  |
| 93   | Rigobert Song              | 137      | Camerun                                  | CAF            | 22 settembre 1993 | 24 giugno 2010    |  |
| 93   | Jari Litmanen              | 137      | Finlandia                                | UEFA           | 22 ottobre 1989   | 17 novembre 2010  |  |
| 93   | Miroslav Klose             | 137      | Germania                                 | UEFA           | 24 marzo 2001     | 13 luglio 2014    |  |
| 93   | Jaime Penedo               | 137      | Panama                                   | CONCACAF       | 29 giugno 2003    | 22 marzo 2018     |  |
| 93   | Alberto Quintero           | 137      | Panama                                   | CONCACAF       | 22 agosto 2007    | 17 novembre 2023  |  |
| 93   | Ildefons Lima              | 137      | Andorra                                  | UEFA           | 22 giugno 1997    | 12 settembre 2023 |  |
| 93   | Olivier Giroud             | 137      | Francia                                  | UEFA           | 11 novembre 2011  | 10 luglio 2024    |  |
| 93   | Antoine Griezmann          | 137      | Francia                                  | UEFA           | 5 marzo 2014      | 9 settembre 2024  |  |
| 93   | Granit Xhaka               | 137      | Svizzera                                 | UEFA           | 4 giugno 2011     | 10 giugno 2025    |  |
| 104  | Hong Myung-Bo              | 136      | Corea del Sud                            | AFC            | 4 febbraio 1990   | 20 novembre 2002  |  |
| 104  | Fabio Cannavaro            | 136      | Italia                                   | UEFA           | 22 gennaio 1997   | 24 giugno 2010    |  |
| 104  | Ahmed Fathi                | 136      | Egitto                                   | CAF            | 16 dicembre 2002  | 16 novembre 2021  |  |
| 104  | Ismail Matar               | 136      | Emirati Arabi Uniti                      | AFC            | 27 settembre 2003 | 6 dicembre 2021   |  |
| 104  | Edinson Cavani             | 136      | Uruguay                                  | CONMEBOL       | 6 febbraio 2008   | 2 dicembre 2022   |  |
| 104  | Abdelkarim Hassan Fadlalla | 136      | Qatar                                    | AFC            | 18 novembre 2010  | 20 marzo 2025     |  |
| 110  | Waleed Ali                 | 135      | Kuwait                                   | AFC            | 9 maggio 2002     | 20 settembre 2014 |  |
| 110  | Noel Valladares            | 135      | Honduras                                 | CONCACAF       | 3 giugno 2000     | 25 giugno 2014    |  |
| 110  | Taisir Al-Jassim           | 135      | Arabia Saudita                           | AFC            | 17 novembre 2004  | 20 giugno 2018    |  |
| 110  | Ali Al-Habsi               | 135      | Oman                                     | AFC            | 20 febbraio 2001  | 19 novembre 2019  |  |
| 110  | Peter Pekarík              | 135      | Slovacchia                               | UEFA           | 10 dicembre 2006  | 10 giugno 2025    |  |
| 115  | Cha Bum-kun                | 134      | Corea del Sud                            | AFC            | 7 maggio 1972     | 10 giugno 1986    |  |
| 115  | Jeff Agoos                 | 134      | Stati Uniti                              | CONCACAF       | 10 gennaio 1988   | 26 maggio 2003    |  |
| 115  | Dorinel Munteanu           | 134      | Romania                                  | UEFA           | 23 maggio 1991    | 12 settembre 2007 |  |
| 115  | Kiatisuk Senamuang         | 134      | Thailandia                               | AFC            | 8 aprile 1993     | 3 ottobre 2007    |  |
| 115  | Andres Oper                | 134      | Estonia                                  | UEFA           | 19 maggio 1995    | 26 maggio 2014    |  |
| 115  | Shay Given                 | 134      | Irlanda                                  | UEFA           | 27 marzo 1996     | 31 maggio 2016    |  |
| 115  | Darijo Srna                | 134      | Croazia                                  | UEFA           | 20 novembre 2002  | 25 giugno 2016    |  |
| 115  | Bashar Abdullah            | 134      | Kuwait                                   | AFC            | 16 marzo 1996     | 25 maggio 2018    |  |
| 115  | Wesley Sneijder            | 134      | Paesi Bassi                              | UEFA           | 30 aprile 2003    | 6 settembre 2018  |  |
| 115  | Óscar Boniek García        | 134      | Honduras                                 | CONCACAF       | 1º luglio 2005    | 7 ottobre 2021    |  |
| 115  | Heung-Min Son              | 134      | Corea del Sud                            | AFC            | 30 dicembre 2010  | 10 giugno 2025    |  |
| 126  | Xavi                       | 133      | Spagna                                   | UEFA           | 15 novembre 2000  | 13 giugno 2014    |  |
| 126  | Saud Kariri                | 133      | Arabia Saudita                           | AFC            | 23 luglio 2001    | 18 gennaio 2015   |  |
| 126  | Andreas Isaksson           | 133      | Svezia                                   | UEFA           | 3 marzo 2002      | 22 giugno 2016    |  |
| 126  | Carlos Ruiz                | 133      | Guatemala                                | CONCACAF       | 18 novembre 1998  | 6 settembre 2016  |  |
| 126  | Sebastian Larsson          | 133      | Svezia                                   | UEFA           | 6 febbraio 2008   | 28 giugno 2021    |  |
| 126  | Fernando Muslera           | 133      | Uruguay                                  | CONMEBOL       | 10 dicembre 2009  | 11 giugno 2022    |  |
| 132  | Sargis Hovsep'yan          | 132      | Armenia                                  | UEFA           | 14 ottobre 1992   | 14 novembre 2012  |  |
| 132  | Ibrahim Hassan             | 132      | Egitto                                   | CAF            | 3 febbraio 1988   | 24 marzo 2002     |  |
| 132  | Peter Jehle                | 132      | Liechtenstein                            | UEFA           | 14 ottobre 1998   | 25 marzo 2018     |  |
| 132  | Héctor Moreno              | 132      | Messico                                  | CONCACAF       | 17 ottobre 2007   | 27 marzo 2023     |  |
| 132  | Axel Witsel                | 132      | Belgio                                   | UEFA           | 26 marzo 2008     | 8 giugno 2024     |  |
| 132  | Simon Kjær                 | 132      | Danimarca                                | UEFA           | 6 giugno 2009     | 8 giugno 2024     |  |
| 138  | Lee Woon-jae               | 131      | Corea del Sud                            | AFC            | 5 marzo 1994      | 11 agosto 2010    |  |
| 138  | Andrés Iniesta             | 131      | Spagna                                   | UEFA           | 27 maggio 2006    | 1º luglio 2018    |  |
| 138  | Kim Källström              | 131      | Svezia                                   | UEFA           | 1º febbraio 2001  | 22 giugno 2016    |  |
| 138  | Thomas Müller              | 131      | Germania                                 | UEFA           | 3 marzo 2010      | 5 luglio 2024     |  |
| 142  | Jorge Campos               | 130      | Messico                                  | CONCACAF       | 20 novembre 1991  | 19 novembre 2003  |  |
| 142  | Edwin van der Sar          | 130      | Paesi Bassi                              | UEFA           | 7 giugno 1995     | 15 ottobre 2008   |  |
| 142  | Lukas Podolski             | 130      | Germania                                 | UEFA           | 6 giugno 2004     | 22 marzo 2017     |  |
| 142  | Khairul Amri               | 130      | Singapore                                | AFC            | 9 giugno 2004     | 8 giugno 2019     |  |
| 142  | Ragnar Klavan              | 130      | Estonia                                  | UEFA           | 3 luglio 2003     | 21 marzo 2024     |  |
| 142  | Teemu Pukki                | 130      | Finlandia                                | UEFA           | 4 febbraio 2009   | 10 giugno 2025    |  |
| 148  | Peter Schmeichel           | 129      | Danimarca                                | UEFA           | 20 maggio 1987    | 25 aprile 2001    |  |
| 148  | Juan Arango                | 129      | Venezuela                                | CONMEBOL       | 14 aprile 1999    | 8 settembre 2015  |  |
| 148  | Márcio Vieira              | 129      | Andorra                                  | UEF            | 12 ottobre 2005   | 11 giugno 2024    |  |
| 148  | Sayed Dhiya                | 129      | Bahrein                                  | AFC            | 14 dicembre 2011  | 10 giugno 2025    |  |
| 148  | Abdulaziz Hatem            | 129      | Qatar                                    | AFC            | 30 dicembre 2009  | 10 giugno 2025    |  |
| 148  | Ricardo Rodríguez          | 129      | Svizzera                                 | UEFA           | 7 ottobre 2011    | 10 giugno 2025    |  |
| 154  | Ian Goodison               | 128      | Giamaica                                 | CONCACAF       | 3 marzo 1996      | 23 maggio 2009    |  |
| 154  | Luis Marín                 | 128      | Costa Rica                               | CONCACAF       | 23 giugno 1993    | 18 novembre 2009  |  |
| 154  | Roberto Palacios           | 128      | Perù                                     | CONMEBOL       | 25 novembre 1992  | 23 maggio 2012    |  |
| 154  | Server Djeparov            | 128      | Uzbekistan                               | AFC            | 14 maggio 2002    | 5 settembre 2017  |  |
| 154  | Neymar                     | 128      | Brasile                                  | CONMEBOL       | 10 agosto 2010    | 17 ottobre 2023   |  |
| 154  | Yoshimar Yotún             | 128      | Perù                                     | CONMEBOL       | 8 febbraio 2011   | 21 novembre 2023  |  |
| 154  | David Ospina               | 128      | Colombia                                 | CONMEBOL       | 7 febbraio 2007   | 16 dicembre 2023  |  |
| 154  | Teerasil Dangda            | 128      | Thailandia                               | AFC            | 7 luglio 2007     | 11 giugno 2024    |  |
| 154  | Luis Advíncula             | 128      | Perù                                     | CONMEBOL       | 4 settembre 2010  | 10 giugno 2025    |  |
| 154  | Paolo Guerrero             | 128      | Perù                                     | CONMEBOL       | 9 ottobre 2004    | 10 giugno 2025    |  |
| 164  | Marcelo Balboa             | 127      | Stati Uniti                              | CONCACAF       | 10 gennaio 1988   | 16 gennaio 2000   |  |
| 164  | Linval Dixon               | 127      | Giamaica                                 | CONCACAF       | 21 maggio 1993    | 2 aprile 2003     |  |
| 164  | Luís Figo                  | 127      | Portogallo                               | UEFA           | 12 ottobre 1991   | 8 luglio 2006     |  |
| 164  | Lee Young-Pyo              | 127      | Corea del Sud                            | AFC            | 12 giugno 1999    | 28 gennaio 2011   |  |
| 164  | Ali Karimi                 | 127      | Iran                                     | AFC            | 13 ottobre 1998   | 6 novembre 2012   |  |
| 164  | Hassan Al-Gheilani         | 127      | Oman                                     | AFC            | 16 settembre 2003 | 30 marzo 2015     |  |
| 164  | Enar Jääger                | 127      | Estonia                                  | UEFA           | 12 ottobre 2002   | 9 novembre 2017   |  |
| 164  | Sergej Ignaševič           | 127      | Russia                                   | UEFA           | 21 agosto 2002    | 7 luglio 2018     |  |
| 164  | Toby Alderweireld          | 127      | Belgio                                   | UEFA           | 29 maggio 2009    | 1º dicembre 2022  |  |
| 173  | Andoni Zubizarreta         | 126      | Spagna                                   | UEFA           | 23 gennaio 1985   | 24 giugno 1998    |  |
| 173  | Paolo Maldini              | 126      | Italia                                   | UEFA           | 31 marzo 1988     | 18 giugno 2002    |  |
| 173  | Dennis Rommedahl           | 126      | Danimarca                                | UEFA           | 16 agosto 2000    | 11 giugno 2013    |  |
| 173  | Mohamed Salmeen            | 126      | Bahrein                                  | AFC            | 4 aprile 2000     | 19 novembre 2013  |  |
| 173  | Yénier Márquez             | 126      | Cuba                                     | CONCACAF       | 7 maggio 2000     | 15 luglio 2015    |  |
| 173  | DaMarcus Beasley           | 126      | Stati Uniti                              | CONCACAF       | 27 gennaio 2001   | 5 settembre 2017  |  |
| 173  | Eden Hazard                | 126      | Belgio                                   | UEFA           | 16 novembre 2008  | 1º dicembre 2022  |  |
| 173  | Dani Alves                 | 126      | Brasile                                  | CONMEBOL       | 10 ottobre 2006   | 5 dicembre 2022   |  |
| 173  | Maya Yoshida               | 126      | Giappone                                 | AFC            | 6 gennaio 2010    | 5 dicembre 2022   |  |
| 173  | Nicolás Otamendi           | 126      | Argentina                                | CONMEBOL       | 20 maggio 2009    | 10 giugno 2025    |  |
| 173  | Akram Afif                 | 126      | Qatar                                    | AFC            | 3 settembre 2015  | 10 giugno 2025    |  |
| 184  | Peter Shilton              | 125      | Inghilterra                              | UEFA           | 25 novembre 1970  | 7 luglio 1990     |  |
| 184  | Roberto Carlos             | 125      | Brasile                                  | CONMEBOL       | 26 febbraio 1992  | 1º luglio 2006    |  |
| 184  | Amer Deeb                  | 125      | Giordania                                | AFC            | 13 febbraio 2002  | 13 ottobre 2014   |  |
| 184  | Mario Frick                | 125      | Liechtenstein                            | UEFA           | 26 ottobre 1993   | 12 ottobre 2015   |  |
| 184  | Musaed Neda                | 125      | Kuwait                                   | AFC            | 18 dicembre 2002  | 13 ottobre 2015   |  |
| 184  | Amad Al Hosni              | 125      | Oman                                     | AFC            | 17 dicembre 2003  | 17 novembre 2015  |  |
| 184  | Maxi Pereira               | 125      | Uruguay                                  | CONMEBOL       | 26 ottobre 2005   | 7 giugno 2018     |  |
| 184  | David Silva                | 125      | Spagna                                   | UEFA           | 15 novembre 2006  | 1º luglio 2018    |  |
| 184  | Alaa Abdul-Zahra           | 125      | Iraq                                     | AFC            | 8 giugno 2007     | 12 ottobre 2021   |  |
| 184  | Xherdan Shaqiri            | 125      | Svizzera                                 | UEFA           | 3 marzo 2010      | 6 luglio 2024     |  |
| 184  | Andrij Jarmolenko          | 125      | Ucraina                                  | UEFA           | 5 settembre 2009  | 23 marzo 2025     |  |
| 184  | Marko Arnautović           | 125      | Austria                                  | UEFA           | 11 ottobre 2008   | 10 giugno 2025    |  |
| 196  | Yoo Sang-Chul              | 124      | Corea del Sud                            | AFC            | 5 marzo 1994      | 3 giugno 2005     |  |
| 196  | Kim Ho-Kon                 | 124      | Corea del Sud                            | AFC            | 12 novembre 1971  | 4 marzo 1979      |  |
| 196  | Gheorghe Hagi              | 124      | Romania                                  | UEFA           | 10 agosto 1983    | 24 giugno 2000    |  |
| 196  | Carlos Salcido             | 124      | Messico                                  | CONCACAF       | 8 settembre 2004  | 29 giugno 2014    |  |
| 196  | Petr Čech                  | 124      | Rep. Ceca                                | UEFA           | 12 febbraio 2002  | 21 giugno 2016    |  |
| 196  | Manuel Neuer               | 124      | Germania                                 | UEFA           | 2 giugno 2009     | 5 luglio 2024     |  |
| 196  | Guram Kashia               | 124      | Georgia                                  | UEFA           | 1º aprile 2009    | 23 marzo 2025     |  |
| 196  | Romelu Lukaku              | 124      | Belgio                                   | UEFA           | 3 marzo 2010      | 9 giugno 2025     |  |
| 196  | Waleed Al Hayam            | 124      | Bahrein                                  | AFC            | 25 dicembre 2010  | 10 giugno 2025    |  |
| 196  | Safuwan Baharudin          | 124      | Singapore                                | AFC            | 17 gennaio 2010   | 10 giugno 2025    |  |
| 206  | Hany Ramzy                 | 123      | Egitto                                   | CAF            | 16 novembre 1988  | 12 febbraio 2003  |  |
| 206  | Thierry Henry              | 123      | Francia                                  | UEFA           | 11 ottobre 1997   | 22 giugno 2010    |  |
| 206  | Didier Zokora              | 123      | Costa d'Avorio                           | CAF            | 23 aprile 2000    | 19 giugno 2014    |  |
| 206  | Sebastián Soria            | 123      | Qatar                                    | AFC            | 15 novembre 2006  | 28 marzo 2017     |  |
| 206  | Armando Cooper             | 123      | Panama                                   | CONCACAF       | 7 ottobre 2006    | 2 febbraio 2022   |  |
| 206  | Hassan Maatouk             | 123      | Libano                                   | AFC            | 5 giugno 2011     | 11 giugno 2024    |  |
| 206  | Mohammed Al-Musalami       | 123      | Oman                                     | AFC            | 21 settembre 2010 | 4 gennaio 2025    |  |
| 206  | Almoez Ali                 | 123      | Qatar                                    | AFC            | 21 dicembre 2013  | 5 giugno 2025     |  |
| 206  | Karim Boudiaf              | 123      | Qatar                                    | AFC            | 21 dicembre 2013  | 5 giugno 2025     |  |
| 215  | Masami Ihara               | 122      | Giappone                                 | AFC            | 27 gennaio 1988   | 5 luglio 1999     |  |
| 215  | David Carabott             | 122      | Malta                                    | UEFA           | 15 novembre 1987  | 9 febbraio 2005   |  |
| 215  | Odelín Molina              | 122      | Cuba                                     | CONCACAF       | 12 maggio 1996    | 20 luglio 2013    |  |
| 215  | Walter Ayoví               | 122      | Ecuador                                  | CONMEBOL       | 7 giugno 2001     | 28 marzo 2017     |  |
| 215  | Blas Pérez                 | 122      | Panama                                   | CONCACAF       | 14 marzo 2001     | 24 giugno 2018    |  |
| 215  | Goran Pandev               | 122      | Macedonia Macedonia del Nord             | UEFA           | 6 giugno 2001     | 21 giugno 2021    |  |
| 215  | Kennedy Mweene             | 122      | Zambia                                   | CAF            | 22 maggio 2004    | 14 luglio 2021    |  |
| 215  | Zlatan Ibrahimović         | 122      | Svezia                                   | UEFA           | 31 gennaio 2001   | 24 marzo 2023     |  |
| 215  | Marc Pujol                 | 122      | Andorra                                  | UEFA           | 6 febbraio 2000   | 21 marzo 2025     |  |
| 215  | Yousef Nasser              | 122      | Kuwait                                   | AFC            | 31 maggio 2009    | 5 giugno 2025     |  |
| 225  | Mohamed Al-Jawad           | 121      | Arabia Saudita                           | AFC            | 21 marzo 1981     | 3 luglio 1994     |  |
| 225  | Ahmed Radhi                | 121      | Iraq                                     | AFC            | 21 febbraio 1982  | 20 giugno 1997    |  |
| 225  | Ramón Ramírez              | 121      | Messico                                  | CONCACAF       | 4 dicembre 1991   | 15 novembre 2000  |  |
| 225  | Adnan Dirjal               | 121      | Iraq                                     | AFC            | 11 dicembre 1978  | 3 marzo 1990      |  |
| 225  | Aide Iskandar              | 121      | Singapore                                | AFC            | 21 febbraio 1995  | 12 settembre 2007 |  |
| 225  | Bastian Schweinsteiger     | 121      | Germania                                 | UEFA           | 6 giugno 2004     | 31 agosto 2016    |  |
| 225  | Abdallah Deeb              | 121      | Giordania                                | AFC            | 7 settembre 2007  | 15 novembre 2016  |  |
| 225  | Tim Howard                 | 121      | Stati Uniti                              | CONCACAF       | 10 marzo 2002     | 10 ottobre 2017   |  |
| 225  | Ismail Al Hammadi          | 121      | Emirati Arabi Uniti                      | AFC            | 23 settembre 2007 | 7 ottobre 2021    |  |
| 225  | Leonardo Bonucci           | 121      | Italia                                   | UEFA           | 3 marzo 2010      | 15 giugno 2023    |  |
| 225  | Boualem Khoukhi            | 121      | Qatar                                    | AFC            | 21 dicembre 2013  | 5 giugno 2025     |  |
| 225  | Idrissa Gueye              | 121      | Senegal                                  | CAF            | 11 novembre 2011  | 10 giugno 2025    |  |
| 237  | Theodore Whitmore          | 120      | Giamaica                                 | CONCACAF       | 7 novembre 1993   | 17 novembre 2004  |  |
| 237  | Theodoros Zagorakis        | 120      | Grecia                                   | UEFA           | 7 settembre 1994  | 22 agosto 2007    |  |
| 237  | Mart Poom                  | 120      | Estonia                                  | UEFA           | 3 giugno 1992     | 10 giugno 2009    |  |
| 237  | Gilbert Agius              | 120      | Malta                                    | UEFA           | 7 novembre 1993   | 18 novembre 2009  |  |
| 237  | Subait Khater              | 120      | Emirati Arabi Uniti                      | AFC            | 20 agosto 1999    | 15 novembre 2011  |  |
| 237  | Rüştü Reçber               | 120      | Turchia                                  | UEFA           | 12 ottobre 1994   | 26 maggio 2012    |  |
| 237  | Cuauhtémoc Blanco          | 120      | Messico                                  | CONCACAF       | 1º febbraio 1995  | 28 maggio 2014    |  |
| 237  | Kolo Touré                 | 120      | Costa d'Avorio                           | CAF            | 2 luglio 2000     | 8 febbraio 2015   |  |
| 237  | Justo Villar               | 120      | Paraguay                                 | CONMEBOL       | 3 marzo 1999      | 12 luglio 2018    |  |
| 237  | Wayne Rooney               | 120      | Inghilterra                              | UEFA           | 12 febbraio 2003  | 15 novembre 2018  |  |
| 237  | Román Torres               | 120      | Panama                                   | CONCACAF       | 17 luglio 2005    | 16 novembre 2019  |  |
| 237  | Odai Al-Saify              | 120      | Giordania                                | AFC            | 18 giugno 2007    | 11 novembre 2021  |  |
| 237  | André Ayew                 | 120      | Ghana                                    | CAF            | 21 agosto 2007    | 22 giugno 2024    |  |
| 237  | Edu Vargas                 | 120      | Cile                                     | CONMEBOL       | 4 settembre 2009  | 25 marzo 2025     |  |
| 237  | Keylor Navas               | 120      | Costa Rica                               | CONCACAF       | 11 ottobre 2008   | 29 giugno 2025    |  |
| 237  | Raúl Jiménez               | 120      | Messico                                  | CONCACAF       | 30 gennaio 2013   | 6 luglio 2025     |  |
| 253  | Pat Jennings               | 119      | Irlanda del Nord                         | UEFA           | 15 aprile 1964    | 12 giugno 1986    |  |
| 253  | Shinji Okazaki             | 119      | Giappone                                 | AFC            | 9 ottobre 2008    | 24 giugno 2019    |  |
| 253  | Kamil Al Aswad             | 119      | Bahrein                                  | AFC            | 30 maggio 2015    | 10 giugno 2025    |  |
| 256  | Heinz Hermann              | 118      | Svizzera                                 | UEFA           | 6 settembre 1978  | 13 novembre 1991  |  |
| 256  | Karel Poborský             | 118      | Rep. Ceca                                | UEFA           | 23 febbraio 1994  | 22 giugno 2006    |  |
| 256  | Geremi                     | 118      | Camerun                                  | CAF            | 6 ottobre 1996    | 24 giugno 2010    |  |
| 256  | Samuel Eto'o               | 118      | Camerun                                  | CAF            | 9 marzo 1997      | 13 giugno 2014    |  |
| 256  | Timur Kapadze              | 118      | Uzbekistan                               | AFC            | 14 maggio 2002    | 22 gennaio 2015   |  |
| 256  | John O'Shea                | 118      | Irlanda                                  | UEFA           | 15 agosto 2001    | 2 giugno 2018     |  |
| 256  | Mohammad Al-Shalhoub       | 118      | Arabia Saudita                           | AFC            | 21 maggio 2000    | 28 febbraio 2018  |  |
| 256  | Domingues                  | 118      | Mozambico                                | CAF            | 13 giugno 2004    | 19 novembre 2024  |  |
| 256  | Pedro Gallese              | 118      | Perù                                     | CONMEBOL       | 6 agosto 2014     | 10 giugno 2025    |  |
| 256  | Salomón Rondón             | 118      | Venezuela                                | CONMEBOL       | 3 febbraio 2008   | 10 giugno 2025    |  |
| 266  | Angus Eve                  | 117      | Trinidad e Tobago                        | CONCACAF       | 12 aprile 1994    | 12 luglio 2005    |  |
| 266  | Andrejs Rubins             | 117      | Lettonia                                 | UEFA           | 10 novembre 1998  | 11 ottobre 2011   |  |
| 266  | Olof Mellberg              | 117      | Svezia                                   | UEFA           | 23 febbraio 2000  | 19 giugno 2012    |  |
| 266  | Daniele De Rossi           | 117      | Italia                                   | UEFA           | 4 settembre 2004  | 10 novembre 2017  |  |
| 266  | Giorgio Chiellini          | 117      | Italia                                   | UEFA           | 17 novembre 2004  | 1º giugno 2022    |  |
| 271  | Majed Abdullah             | 116      | Arabia Saudita                           | AFC            | 4 maggio 1978     | 29 giugno 1994    |  |
| 271  | Ahmad Madani               | 116      | Arabia Saudita                           | AFC            | 25 febbraio 1986  | 4 maggio 1998     |  |
| 271  | Roland Nilsson             | 116      | Svezia                                   | UEFA           | 1º maggio 1986    | 11 ottobre 2000   |  |
| 271  | Marcel Desailly            | 116      | Francia                                  | UEFA           | 22 agosto 1993    | 17 giugno 2004    |  |
| 271  | Yoshikatsu Kawaguchi       | 116      | Giappone                                 | AFC            | 13 febbraio 1997  | 19 novembre 2008  |  |
| 271  | Abdulrahim Jumaa           | 116      | Emirati Arabi Uniti                      | AFC            | 25 novembre 1998  | 1º aprile 2009    |  |
| 271  | Kostas Katsouranis         | 116      | Grecia                                   | UEFA           | 20 agosto 2003    | 16 giugno 2015    |  |
| 271  | Andrea Pirlo               | 116      | Italia                                   | UEFA           | 7 settembre 2002  | 3 settembre 2015  |  |
| 271  | Jalal Hosseini             | 116      | Iran                                     | AFC            | 7 febbraio 2007   | 18 maggio 2018    |  |
| 271  | Dmitri Kruglov             | 116      | Estonia                                  | UEFA           | 13 ottobre 2004   | 9 giugno 2018     |  |
| 271  | Martín Cáceres             | 116      | Uruguay                                  | CONMEBOL       | 12 settembre 2007 | 24 novembre 2022  |  |
| 271  | Juan Cuadrado              | 116      | Colombia                                 | CONMEBOL       | 3 settembre 2010  | 7 settembre 2023  |  |
| 271  | James Rodríguez            | 116      | Colombia                                 | CONMEBOL       | 11 ottobre 2011   | 10 giugno 2025    |  |
| 284  | Björn Nordqvist            | 115      | Svezia                                   | UEFA           | 4 maggio 1963     | 4 ottobre 1978    |  |
| 284  | Kinnah Phiri               | 115      | Malawi                                   | CAF            | 8 luglio 1973     | 20 novembre 1981  |  |
| 284  | David Chabala              | 115      | Zambia                                   | CAF            | 10 aprile 1983    | 25 aprile 1993    |  |
| 284  | Gheorghe Popescu           | 115      | Romania                                  | UEFA           | 20 settembre 1988 | 29 marzo 2003     |  |
| 284  | Noureddine Naybet          | 115      | Marocco                                  | CAF            | 9 agosto 1990     | 28 gennaio 2006   |  |
| 284  | Shunmugham Subramani       | 115      | Singapore                                | AFC            | 27 giugno 1996    | 4 febbraio 2007   |  |
| 284  | Roberto Ayala              | 115      | Argentina                                | CONMEBOL       | 16 novembre 1994  | 15 luglio 2007    |  |
| 284  | David Beckham              | 115      | Inghilterra                              | UEFA           | 1º settembre 1996 | 14 ottobre 2009   |  |
| 284  | José Manuel Rey            | 115      | Venezuela                                | CONMEBOL       | 8 giugno 1997     | 7 ottobre 2011    |  |
| 284  | Stern John                 | 115      | Trinidad e Tobago                        | CONCACAF       | 15 febbraio 1995  | 11 novembre 2011  |  |
| 284  | Kristen Viikmäe            | 115      | Estonia                                  | UEFA           | 20 agosto 1999    | 3 giugno 2013     |  |
| 284  | Abdallah Deeb              | 115      | Giordania                                | AFC            | 7 luglio 2007     | 15 novembre 2016  |  |
| 284  | Gonzalo Jara               | 115      | Cile                                     | CONMEBOL       | 25 aprile 2006    | 6 luglio 2019     |  |
| 284  | Jozy Altidore              | 115      | Stati Uniti                              | CONCACAF       | 17 novembre 2007  | 7 luglio 2019     |  |
| 284  | Ahmad Ibrahim Khalaf       | 115      | Iraq                                     | AFC            | 11 novembre 2010  | 29 marzo 2022     |  |
| 284  | Ali Mabkhout               | 115      | Emirati Arabi Uniti                      | AFC            | 15 novembre 2009  | 6 gennaio 2024    |  |
| 284  | Miralem Pjanić             | 115      | Bosnia ed Erzegovina                     | UEFA           | 20 agosto 2008    | 21 marzo 2024     |  |
| 284  | Hassan Sunny               | 115      | Singapore                                | AFC            | 18 febbraio 2004  | 11 giugno 2024    |  |
| 302  | Khalid Al-Muwallid         | 114      | Arabia Saudita                           | AFC            | 17 febbraio 1988  | 18 giugno 1998    |  |
| 302  | Wael Gomaa                 | 114      | Egitto                                   | CAF            | 26 aprile 2001    | 15 ottobre 2013   |  |
| 302  | Xabi Alonso                | 114      | Spagna                                   | UEFA           | 30 aprile 2003    | 23 giugno 2014    |  |
| 302  | Stipe Pletikosa            | 114      | Croazia                                  | UEFA           | 10 febbraio 1999  | 23 giugno 2014    |  |
| 302  | Steven Gerrard             | 114      | Inghilterra                              | UEFA           | 31 maggio 2000    | 24 giugno 2014    |  |
| 302  | Nawaf Al-Khaldi            | 114      | Kuwait                                   | AFC            | 18 febbraio 2000  | 20 novembre 2014  |  |
| 302  | Raio Piiroja               | 114      | Estonia                                  | UEFA           | 21 novembre 1998  | 31 marzo 2015     |  |
| 302  | Makoto Hasebe              | 114      | Giappone                                 | AFC            | 10 febbraio 2006  | 2 luglio 2018     |  |
| 302  | Gao Lin                    | 114      | Cina                                     | AFC            | 31 luglio 2005    | 24 gennaio 2019   |  |
| 302  | Toni Kroos                 | 114      | Germania                                 | UEFA           | 3 marzo 2010      | 5 luglio 2024     |  |
| 302  | Sergei Zenjov              | 114      | Estonia                                  | UEFA           | 20 agosto 2008    | 11 ottobre 2024   |  |
| 302  | Sadio Mané                 | 114      | Senegal                                  | CAF            | 25 maggio 2012    | 25 marzo 2025     |  |
| 302  | Kasper Schmeichel          | 114      | Danimarca                                | UEFA           | 6 febbraio 2013   | 10 giugno 2025    |  |
| 302  | Laurent Jans               | 114      | Lussemburgo                              | UEFA           | 16 ottobre 2012   | 10 giugno 2025    |  |
| 316  | Carmel Busuttil            | 113      | Malta                                    | UEFA           | 5 giugno 1982     | 25 aprile 2001    |  |
| 316  | Viktor Onopko              | 113      | Comunità degli Stati Indipendenti Russia | UEFA           | 29 aprile 1992    | 18 agosto 2004    |  |
| 316  | Ahmad Al-Dokhi             | 113      | Arabia Saudita                           | AFC            | 2 marzo 1997      | 15 novembre 2006  |  |
| 316  | Rolando Fonseca            | 113      | Costa Rica                               | CONCACAF       | 27 maggio 1992    | 26 marzo 2011     |  |
| 316  | Abdulla Al Marzooqi        | 113      | Bahrein                                  | AFC            | 3 febbraio 2001   | 15 gennaio 2013   |  |
| 316  | Nashat Akram               | 113      | Iraq                                     | AFC            | 5 ottobre 2001    | 4 giugno 2013     |  |
| 316  | Hawar Mulla Mohammed       | 113      | Iraq                                     | AFC            | 31 agosto 2001    | 18 giugno 2013    |  |
| 316  | Ali Rehema                 | 113      | Iraq                                     | AFC            | 8 giugno 2005     | 29 marzo 2016     |  |
| 316  | Indra Sahdan               | 113      | Singapore                                | AFC            | 26 aprile 1997    | 10 settembre 2013 |  |
| 316  | Juris Laizāns              | 113      | Lettonia                                 | UEFA           | 6 febbraio 1998   | 15 novembre 2013  |  |
| 316  | Martin Stocklasa           | 113      | Liechtenstein                            | UEFA           | 31 agosto 1996    | 5 marzo 2014      |  |
| 316  | Philipp Lahm               | 113      | Germania                                 | UEFA           | 18 febbraio 2004  | 13 luglio 2014    |  |
| 316  | Răzvan Raț                 | 113      | Romania                                  | UEFA           | 13 febbraio 2002  | 15 giugno 2016    |  |
| 316  | Saad Al-Mukhaini           | 113      | Oman                                     | AFC            | 8 novembre 2006   | 2 dicembre 2019   |  |
| 316  | Birkir Bjarnason           | 113      | Islanda                                  | UEFA           | 29 ottobre 2010   | 16 novembre 2022  |  |
| 316  | Thiago Silva               | 113      | Brasile                                  | CONMEBOL       | 12 ottobre 2008   | 9 dicembre 2022   |  |
| 316  | Hamza Al-Dardour           | 113      | Giordania                                | AFC            | 2 gennaio 2011    | 25 gennaio 2024   |  |
| 316  | Max Gradel                 | 113      | Costa d'Avorio                           | CAF            | 5 giugno 2011     | 23 marzo 2024     |  |
| 316  | Jordan Ayew                | 113      | Ghana                                    | CAF            | 9 gennaio 2010    | 31 maggio 2025    |  |
| 335  | Dino Zoff                  | 112      | Italia                                   | UEFA           | 20 aprile 1968    | 29 maggio 1983    |  |
| 335  | Oleh Blochin               | 112      | Unione Sovietica                         | UEFA           | 16 luglio 1972    | 21 settembre 1988 |  |
| 335  | Alain Geiger               | 112      | Svizzera                                 | UEFA           | 19 novembre 1980  | 8 giugno 1996     |  |
| 335  | Ahmed El-Kass              | 112      | Egitto                                   | CAF            | 4 aprile 1987     | 6 aprile 1997     |  |
| 335  | Zuhair Bakheet             | 112      | Emirati Arabi Uniti                      | AFC            | 23 gennaio 1988   | 16 dicembre 2002  |  |
| 335  | Frank de Boer              | 112      | Paesi Bassi                              | UEFA           | 26 settembre 1990 | 26 giugno 2004    |  |
| 335  | Claudio Reyna              | 112      | Stati Uniti                              | CONCACAF       | 15 gennaio 1994   | 22 giugno 2006    |  |
| 335  | Hakan Şükür                | 112      | Turchia                                  | UEFA           | 25 marzo 1992     | 17 ottobre 2007   |  |
| 335  | Abdulsalam Jumaa           | 112      | Emirati Arabi Uniti                      | AFC            | 19 marzo 1997     | 6 gennaio 2010    |  |
| 335  | Abdel El-Saqua             | 112      | Egitto                                   | CAF            | 8 giugno 1997     | 20 gennaio 2010   |  |
| 335  | Jon Dahl Tomasson          | 112      | Danimarca                                | UEFA           | 29 marzo 1997     | 24 giugno 2010    |  |
| 335  | Li Weifeng                 | 112      | Cina                                     | AFC            | 22 novembre 1998  | 15 novembre 2011  |  |
| 335  | Yasser Al-Qahtani          | 112      | Arabia Saudita                           | AFC            | 17 dicembre 2002  | 12 gennaio 2013   |  |
| 335  | Édison Méndez              | 112      | Ecuador                                  | CONMEBOL       | 8 marzo 2000      | 20 giugno 2014    |  |
| 335  | Diego Forlán               | 112      | Uruguay                                  | CONMEBOL       | 27 marzo 2002     | 28 giugno 2014    |  |
| 335  | Wesam Rizik                | 112      | Qatar                                    | AFC            | 18 ottobre 2001   | 13 novembre 2014  |  |
| 335  | Roque Santa Cruz           | 112      | Paraguay                                 | CONMEBOL       | 28 aprile 1999    | 10 novembre 2016  |  |
| 335  | Nani                       | 112      | Portogallo                               | UEFA           | 1º settembre 2006 | 2 luglio 2017     |  |
| 335  | Franz Burgmeier            | 112      | Liechtenstein                            | UEFA           | 5 settembre 2001  | 25 marzo 2018     |  |
| 335  | Hussain Ali Baba           | 112      | Bahrein                                  | AFC            | 13 dicembre 2001  | 1º settembre 2016 |  |
| 335  | Aaron Hughes               | 112      | Irlanda del Nord                         | UEFA           | 24 marzo 1998     | 3 giugno 2018     |  |
| 335  | Didier Ovono               | 112      | Gabon                                    | CAF            | 6 luglio 2003     | 23 marzo 2019     |  |
| 335  | Zheng Zhi                  | 112      | Cina                                     | AFC            | 7 dicembre 2002   | 14 novembre 2019  |  |
| 335  | Álvaro Saborío             | 112      | Costa Rica                               | CONCACAF       | 1º ottobre 2002   | 13 ottobre 2021   |  |
| 335  | Kim Young-gwon             | 112      | Corea del Sud                            | AFC            | 11 agosto 2010    | 5 settembre 2024  |  |
| 335  | Juraj Kucka                | 112      | Slovacchia                               | UEFA           | 19 novembre 2008  | 8 settembre 2024  |  |
| 335  | Vincent Aboubakar          | 112      | Camerun                                  | CAF            | 29 maggio 2010    | 9 giugno 2025     |  |
| 362  | Godfrey Chitalu            | 111      | Zambia                                   | CAF            | 29 giugno 1968    | 12 dicembre 1980  |  |
| 362  | Carlos Valderrama          | 111      | Colombia                                 | CONMEBOL       | 27 ottobre 1985   | 26 giugno 1998    |  |
| 362  | François Amégasse          | 111      | Gabon                                    | CAF            | 13 novembre 1984  | 29 gennaio 2000   |  |
| 362  | Andrij Ševčenko            | 111      | Ucraina                                  | UEFA           | 25 marzo 1995     | 19 giugno 2012    |  |
| 362  | Ricardo Gardner            | 111      | Giamaica                                 | CONCACAF       | 12 febbraio 1997  | 12 dicembre 2017  |  |
| 362  | Jarah Al-Ataiqi            | 111      | Kuwait                                   | AFC            | 3 agosto 2001     | 19 novembre 2013  |  |
| 362  | Rashad Sadygov             | 111      | Azerbaigian                              | UEFA           | 7 ottobre 2001    | 5 ottobre 2017    |  |
| 362  | Igor Akinfeev              | 111      | Russia                                   | UEFA           | 27 aprile 2004    | 7 luglio 2018     |  |
| 362  | Mahdi Karim                | 111      | Iraq                                     | AFC            | 12 ottobre 2001   | 27 dicembre 2018  |  |
| 362  | Emilio Izaguirre           | 111      | Honduras                                 | CONCACAF       | 26 gennaio 2007   | 11 ottobre 2020   |  |
| 362  | Gareth Bale                | 111      | Galles                                   | UEFA           | 27 maggio 2006    | 29 novembre 2022  |  |
| 362  | Dušan Tadić                | 111      | Serbia                                   | UEFA           | 14 dicembre 2008  | 25 giugno 2024    |  |
| 362  | Ahmed Musa                 | 111      | Nigeria                                  | CAF            | 5 settembre 2010  | 28 maggio 2025    |  |
| 362  | Kevin De Bruyne            | 111      | Belgio                                   | UEFA           | 11 agosto 2010    | 9 giugno 2025     |  |
| 376  | Paul Caligiuri             | 110      | Stati Uniti                              | CONCACAF       | 9 ottobre 1984    | 16 novembre 1997  |  |
| 376  | Fernando Couto             | 110      | Portogallo                               | UEFA           | 19 dicembre 1990  | 8 giugno 2005     |  |
| 376  | Mauricio Solís             | 110      | Costa Rica                               | CONCACAF       | 23 settembre 1993 | 20 giugno 2006    |  |
| 376  | Carlos Gamarra             | 110      | Paraguay                                 | CONMEBOL       | 3 marzo 1993      | 7 ottobre 2006    |  |
| 376  | Totchtawan Sripan          | 110      | Thailandia                               | AFC            | 16 febbraio 1993  | 28 marzo 2009     |  |
| 376  | Mehdi Mahdavikia           | 110      | Iran                                     | AFC            | 5 dicembre 1996   | 17 giugno 2009    |  |
| 376  | Yūji Nakazawa              | 110      | Giappone                                 | AFC            | 9 settembre 1999  | 4 settembre 2010  |  |
| 376  | Kevin Kilbane              | 110      | Irlanda                                  | UEFA           | 6 settembre 1997  | 4 giugno 2011     |  |
| 376  | Carlos Bocanegra           | 110      | Stati Uniti                              | CONCACAF       | 9 dicembre 2001   | 14 novembre 2012  |  |
| 376  | John Arne Riise            | 110      | Norvegia                                 | UEFA           | 31 gennaio 2000   | 22 marzo 2013     |  |
| 376  | Fernando Torres            | 110      | Spagna                                   | UEFA           | 6 settembre 2003  | 23 giugno 2014    |  |
| 376  | Cesc Fàbregas              | 110      | Spagna                                   | UEFA           | 1º marzo 2006     | 27 giugno 2016    |  |
| 376  | Cristian Rodríguez         | 110      | Uruguay                                  | CONMEBOL       | 14 ottobre 2003   | 6 luglio 2018     |  |
| 376  | Haruna Niyonzima           | 110      | Ruanda                                   | CAF            | 27 novembre 2006  | 11 novembre 2021  |  |
| 376  | Mateo Kovačić              | 110      | Croazia                                  | UEFA           | 22 marzo 2013     | 23 marzo 2025     |  |
| 376  | Francisco Calvo            | 110      | Costa Rica                               | CONCACAF       | 2 luglio 2011     | 29 giugno 2025    |  |
| 392  | Rabie Yassin               | 109      | Egitto                                   | CAF            | 1º ottobre 1982   | 3 dicembre 1991   |  |
| 392  | Wael Sulaiman              | 109      | Kuwait                                   | AFC            | 1º ottobre 1986   | 27 dicembre 1998  |  |
| 392  | Alberto García Aspe        | 109      | Messico                                  | CONCACAF       | 26 aprile 1988    | 17 giugno 2002    |  |
| 392  | Álex Aguinaga              | 109      | Ecuador                                  | CONMEBOL       | 5 marzo 1987      | 13 luglio 2004    |  |
| 392  | Niclas Alexandersson       | 109      | Svezia                                   | UEFA           | 10 novembre 1993  | 10 giugno 2008    |  |
| 392  | Nohair Al-Shammari         | 109      | Kuwait                                   | AFC            | 16 marzo 1996     | 14 gennaio 2009   |  |
| 392  | Mark Schwarzer             | 109      | Australia                                | AFC            | 31 luglio 1993    | 7 settembre 2013  |  |
| 392  | Rafael van der Vaart       | 109      | Paesi Bassi                              | UEFA           | 6 ottobre 2001    | 19 novembre 2013  |  |
| 392  | Asamoah Gyan               | 109      | Ghana                                    | CAF            | 16 novembre 2003  | 8 luglio 2019     |  |
| 392  | Javier Hernández           | 109      | Messico                                  | CONCACAF       | 30 settembre 2009 | 6 settembre 2019  |  |
| 392  | Jean Beausejour            | 109      | Cile                                     | CONMEBOL       | 19 febbraio 2004  | 17 novembre 2020  |  |
| 392  | Chris Gunter               | 109      | Galles                                   | UEFA           | 25 maggio 2007    | 14 giugno 2022    |  |
| 392  | Balázs Dzsudzsák           | 109      | Ungheria                                 | UEFA           | 2 giugno 2007     | 20 novembre 2022  |  |
| 392  | Dries Mertens              | 109      | Belgio                                   | UEFA           | 9 febbraio 2011   | 1º dicembre 2022  |  |
| 392  | Jakub Błaszczykowski       | 109      | Polonia                                  | UEFA           | 28 marzo 2006     | 16 giugno 2023    |  |
| 392  | Wayne Hennessey            | 109      | Galles                                   | UEFA           | 26 maggio 2007    | 12 ottobre 2023   |  |
| 392  | Bruno Ecuele Manga         | 109      | Gabon                                    | CAF            | 7 ottobre 2006    | 23 marzo 2025     |  |
| 392  | Harib Al-Saadi             | 109      | Oman                                     | AFC            | 24 marzo 2016     | 10 giugno 2025    |  |
| 392  | Jesús Gallardo             | 109      | Messico                                  | CONCACAF       | 8 ottobre 2016    | 6 luglio 2025     |  |
| 392  | Yapp Hung Fai              | 109      | Hong Kong                                | AFC            | 10 febbraio 2010  | 15 luglio 2025    |  |
| 412  | Bobby Moore                | 108      | Inghilterra                              | UEFA           | 20 maggio 1962    | 14 novembre 1973  |  |
| 412  | Jürgen Klinsmann           | 108      | Germania Ovest Germania                  | UEFA           | 12 dicembre 1987  | 4 luglio 1998     |  |
| 412  | Warren Barrett             | 108      | Giamaica                                 | CONCACAF       | 18 marzo 1990     | 14 febbraio 2000  |  |
| 412  | Zinédine Zidane            | 108      | Francia                                  | UEFA           | 17 agosto 1994    | 9 luglio 2006     |  |
| 412  | Jamal Mubarak              | 108      | Kuwait                                   | AFC            | 13 novembre 1994  | 11 ottobre 2006   |  |
| 412  | Thomas Helveg              | 108      | Danimarca                                | UEFA           | 20 aprile 1994    | 17 ottobre 2007   |  |
| 412  | Joseph Musonda             | 108      | Zambia                                   | CAF            | 6 luglio 2002     | 6 giugno 2014     |  |
| 412  | Bilal Mohammed             | 108      | Qatar                                    | AFC            | 4 settembre 2003  | 19 novembre 2014  |  |
| 412  | Francisco Rodríguez        | 108      | Messico                                  | CONCACAF       | 18 febbraio 2004  | 26 luglio 2015    |  |
| 412  | Gábor Király               | 108      | Ungheria                                 | UEFA           | 25 marzo 1998     | 15 novembre 2016  |  |
| 412  | Luis Tejada                | 108      | Panama                                   | CONCACAF       | 5 agosto 2001     | 28 giugno 2018    |  |
| 412  | Tim Cahill                 | 108      | Australia                                | AFC            | 30 aprile 2004    | 20 novembre 2018  |  |
| 412  | Stephan Lichtsteiner       | 108      | Svizzera                                 | UEFA           | 15 novembre 2006  | 15 novembre 2019  |  |
| 412  | Philip Younghusband        | 108      | Filippine                                | AFC            | 11 novembre 2006  | 16 gennaio 2019   |  |
| 412  | Ri Myong-Guk               | 108      | Corea del Nord                           | AFC            | 24 giugno 2007    | 17 gennaio 2019   |  |
| 412  | Ahmed Khalil               | 108      | Emirati Arabi Uniti                      | AFC            | 10 gennaio 2008   | 29 novembre 2019  |  |
| 412  | Odil Ahmedov               | 108      | Uzbekistan                               | AFC            | 13 ottobre 2007   | 15 giugno 2021    |  |
| 412  | Marcelo Moreno             | 108      | Bolivia                                  | CONMEBOL       | 12 settembre 2007 | 21 novembre 2023  |  |
| 412  | Rui Patrício               | 108      | Portogallo                               | UEFA           | 17 novembre 2010  | 21 marzo 2024     |  |
| 412  | Daley Blind                | 108      | Paesi Bassi                              | UEFA           | 6 febbraio 2013   | 2 luglio 2024     |  |
| 432  | Ahmed Shobair              | 107      | Egitto                                   | CAF            | 17 dicembre 1984  | 8 novembre 1996   |  |
| 432  | Eric Wynalda               | 107      | Stati Uniti                              | CONCACAF       | 2 febbraio 1990   | 19 febbraio 2000  |  |
| 432  | Andy Williams              | 107      | Giamaica                                 | CONCACAF       | 12 febbraio 1997  | 14 dicembre 2008  |  |
| 432  | Patrick Vieira             | 107      | Francia                                  | UEFA           | 26 febbraio 1997  | 2 giugno 2009     |  |
| 432  | Aaron Mokoena              | 107      | Sudafrica                                | CAF            | 20 febbraio 1999  | 10 ottobre 2010   |  |
| 432  | Bhaichung Bhutia           | 107      | India                                    | AFC            | 10 marzo 1995     | 18 gennaio 2011   |  |
| 432  | Miroslav Karhan            | 107      | Slovacchia                               | UEFA           | 6 settembre 1995  | 7 ottobre 2011    |  |
| 432  | Ashley Cole                | 107      | Inghilterra                              | UEFA           | 28 marzo 2001     | 5 marzo 2014      |  |
| 432  | Joel Lindpere              | 107      | Estonia                                  | UEFA           | 1º novembre 1999  | 1º giugno 2016    |  |
| 432  | Giovani dos Santos         | 107      | Messico                                  | CONCACAF       | 9 settembre 2007  | 23 giugno 2018    |  |
| 432  | Ki Sung-Yueng              | 107      | Corea del Sud                            | AFC            | 7 giugno 2008     | 7 gennaio 2019    |  |
| 432  | Erasto Nyoni               | 107      | Tanzania                                 | CAF            | 25 novembre 2006  | 14 novembre 2021  |  |
| 432  | Walid Abbas                | 107      | Emirati Arabi Uniti                      | AFC            | 27 dicembre 2008  | 16 novembre 2023  |  |
| 432  | Anas Bani Yaseen           | 107      | Giordania                                | AFC            | 13 agosto 2008    | 25 gennaio 2024   |  |
| 432  | Zhang Linpeng              | 107      | Cina                                     | AFC            | 30 dicembre 2009  | 21 marzo 2024     |  |
| 432  | Jonny Evans                | 107      | Irlanda del Nord                         | UEFA           | 6 settembre 2006  | 8 giugno 2024     |  |
| 432  | David Alaba                | 107      | Austria                                  | UEFA           | 14 ottobre 2009   | 23 marzo 2025     |  |
| 432  | Aron Gunnarsson            | 107      | Islanda                                  | UEFA           | 2 febbraio 2008   | 6 giugno 2025     |  |
| 432  | Harry Kane                 | 107      | Inghilterra                              | UEFA           | 27 marzo 2015     | 10 giugno 2025    |  |
| 432  | Kiran Chemjong             | 107      | Nepal                                    | AFC            | 24 maggio 2008    | 10 giugno 2025    |  |
| 452  | Bobby Charlton             | 106      | Inghilterra                              | UEFA           | 19 aprile 1958    | 14 giugno 1970    |  |
| 452  | Muhsin Musabah             | 106      | Emirati Arabi Uniti                      | AFC            | 12 aprile 1985    | 27 agosto 1999    |  |
| 452  | Fan Zhiyi                  | 106      | Cina                                     | AFC            | 22 agosto 1992    | 4 giugno 2002     |  |
| 452  | Hao Haidong                | 106      | Cina                                     | AFC            | 22 agosto 1992    | 17 novembre 2004  |  |
| 452  | Imants Bleidelis           | 106      | Lettonia                                 | UEFA           | 19 maggio 1995    | 21 novembre 2007  |  |
| 452  | Henrik Larsson             | 106      | Svezia                                   | UEFA           | 13 ottobre 1993   | 10 ottobre 2009   |  |
| 452  | Giovanni van Bronckhorst   | 106      | Paesi Bassi                              | UEFA           | 31 agosto 1996    | 11 luglio 2010    |  |
| 452  | Ioannis Okkas              | 106      | Cipro                                    | UEFA           | 15 febbraio 1997  | 11 ottobre 2011   |  |
| 452  | Guillermo Ramírez          | 106      | Guatemala                                | CONCACAF       | 16 aprile 1997    | 25 maggio 2012    |  |
| 452  | Frank Lampard              | 106      | Inghilterra                              | UEFA           | 10 ottobre 1999   | 24 giugno 2014    |  |
| 452  | Óscar Sonejee              | 106      | Andorra                                  | UEFA           | 22 giugno 1997    | 12 novembre 2015  |  |
| 452  | Aleksandr Dmitrijev        | 106      | Estonia                                  | UEFA           | 18 febbraio 2004  | 27 marzo 2018     |  |
| 452  | Ignatiy Nesterov           | 106      | Uzbekistan                               | AFC            | 21 agosto 2002    | 21 gennaio 2019   |  |
| 452  | Ivan Rakitić               | 106      | Croazia                                  | UEFA           | 8 settembre 2007  | 13 ottobre 2019   |  |
| 452  | Ró-Ró                      | 106      | Qatar                                    | AFC            | 29 marzo 2016     | 5 giugno 2025     |  |
| 452  | Andrej Kramarić            | 106      | Croazia                                  | UEFA           | 4 settembre 2014  | 9 giugno 2025     |  |
| 468  | Billy Wright               | 105      | Inghilterra                              | UEFA           | 28 settembre 1946 | 28 maggio 1959    |  |
| 468  | Abdul Kadir                | 105      | Indonesia                                | AFC            | 11 agosto 1967    | 7 maggio 1979     |  |
| 468  | Héctor Chumpitaz           | 105      | Perù                                     | CONMEBOL       | 3 aprile 1965     | 6 settembre 1981  |  |
| 468  | Jürgen Kohler              | 105      | Germania Ovest Germania                  | UEFA           | 24 settembre 1986 | 4 luglio 1998     |  |
| 468  | Khamis Al-Owairan          | 105      | Arabia Saudita                           | AFC            | 1º ottobre 1994   | 17 dicembre 2004  |  |
| 468  | Mihails Zemļinskis         | 105      | Lettonia                                 | UEFA           | 8 aprile 1992     | 8 ottobre 2005    |  |
| 468  | Radhi Jaïdi                | 105      | Tunisia                                  | CAF            | 2 giugno 1996     | 6 giugno 2009     |  |
| 468  | Jonatan Johansson          | 105      | Finlandia                                | UEFA           | 16 marzo 1996     | 7 settembre 2010  |  |
| 468  | Sami Hyypiä                | 105      | Finlandia                                | UEFA           | 7 novembre 1992   | 12 ottobre 2010   |  |
| 468  | Lúcio                      | 105      | Brasile                                  | CONMEBOL       | 15 novembre 2000  | 5 settembre 2011  |  |
| 468  | Stiliyan Petrov            | 105      | Bulgaria                                 | UEFA           | 23 dicembre 1998  | 11 ottobre 2011   |  |
| 468  | Josip Šimunić              | 105      | Croazia                                  | UEFA           | 10 novembre 2001  | 19 novembre 2013  |  |
| 468  | Didier Drogba              | 105      | Costa d'Avorio                           | CAF            | 8 settembre 2002  | 24 giugno 2014    |  |
| 468  | Hatem Aqel                 | 105      | Giordania                                | AFC            | 27 febbraio 2000  | 7 gennaio 2014    |  |
| 468  | Tomáš Rosický              | 105      | Rep. Ceca                                | UEFA           | 23 febbraio 2000  | 17 giugno 2016    |  |
| 468  | Branislav Ivanović         | 105      | Serbia e Montenegro Serbia               | UEFA           | 8 giugno 2005     | 22 giugno 2018    |  |
| 468  | Lee Dong-gook              | 105      | Corea del Sud                            | AFC            | 16 maggio 1998    | 5 settembre 2017  |  |
| 468  | Godfrey Walusimbi          | 105      | Uganda                                   | CAF            | 29 novembre 2009  | 5 luglio 2019     |  |
| 468  | Jurij Žirkov               | 105      | Russia                                   | UEFA           | 9 febbraio 2005   | 12 giugno 2021    |  |
| 468  | Atiba Hutchinson           | 105      | Canada                                   | CONCACAF       | 18 gennaio 2003   | 15 giugno 2023    |  |
| 468  | Héctor Herrera             | 105      | Messico                                  | CONMEBOL       | 16 ottobre 2012   | 9 settembre 2023  |  |
| 468  | Domagoj Vida               | 105      | Croazia                                  | UEFA           | 23 maggio 2012    | 3 giugno 2024     |  |
| 468  | Theerathon Bunmathan       | 105      | Thailandia                               | AFC            | 11 agosto 2010    | 11 giugno 2024    |  |
| 468  | Aïssa Mandi                | 105      | Algeria                                  | CAF            | 5 marzo 2014      | 25 marzo 2025     |  |
| 468  | Mohamed Salah              | 105      | Egitto                                   | CAF            | 3 settembre 2011  | 25 marzo 2025     |  |
| 468  | Josué Quijano              | 105      | Nicaragua                                | CONCACAF       | 2 luglio 2011     | 10 giugno 2025    |  |
| 494  | Thorbjørn Svenssen         | 104      | Norvegia                                 | UEFA           | 11 giugno 1947    | 16 maggio 1962    |  |
| 494  | Raad Hammoudi              | 104      | Iraq                                     | AFC            | 8 febbraio 1976   | 21 febbraio 1987  |  |
| 494  | Michael Laudrup            | 104      | Danimarca                                | UEFA           | 15 giugno 1982    | 3 luglio 1998     |  |
| 494  | Diego Simeone              | 104      | Argentina                                | CONMEBOL       | 14 luglio 1988    | 7 giugno 2002     |  |
| 494  | Kim Tae-Young              | 104      | Corea del Sud                            | AFC            | 21 ottobre 1992   | 19 luglio 2004    |  |
| 494  | Rúnar Kristinsson          | 104      | Islanda                                  | UEFA           | 28 ottobre 1987   | 18 agosto 2004    |  |
| 494  | Hassouneh Al-Sheikh        | 104      | Giordania                                | AFC            | 19 aprile 1997    | 28 settembre 2010 |  |
| 494  | Nader El-Sayed             | 104      | Egitto                                   | CAF            | 8 settembre 1992  | 19 giugno 2005    |  |
| 494  | Gustavo Cabrera            | 104      | Guatemala                                | CONCACAF       | 19 maggio 2000    | 25 aprile 2012    |  |
| 494  | Māris Verpakovskis         | 104      | Lettonia                                 | UEFA           | 9 giugno 1999     | 29 maggio 2014    |  |
| 494  | Per Mertesacker            | 104      | Germania                                 | UEFA           | 9 ottobre 2004    | 13 luglio 2014    |  |
| 494  | Dirk Kuyt                  | 104      | Paesi Bassi                              | UEFA           | 3 settembre 2004  | 4 settembre 2014  |  |
| 494  | Ivica Olić                 | 104      | Croazia                                  | UEFA           | 13 febbraio 2002  | 13 ottobre 2015   |  |
| 494  | Sayed Mohamed Adnan        | 104      | Bahrein                                  | AFC            | 21 marzo 2004     | 15 novembre 2016  |  |
| 494  | Joseph Kamwendo            | 104      | Malawi                                   | CAF            | 16 agosto 2003    | 29 aprile 2017    |  |
| 494  | Martin Ṧkrtel              | 104      | Slovacchia                               | UEFA           | 9 agosto 2004     | 13 ottobre 2018   |  |
| 494  | Gabriel Torres             | 104      | Panama                                   | CONCACAF       | 8 ottobre 2005    | 12 giugno 2022    |  |
| 494  | Radamel Falcao             | 104      | Colombia                                 | CONMEBOL       | 7 febbraio 2007   | 28 marzo 2023     |  |
| 494  | Karim Ansarifard           | 104      | Iran                                     | UEFA           | 5 luglio 2009     | 3 febbraio 2024   |  |
| 494  | Mohamad Haidar             | 104      | Libano                                   | AFC            | 17 agosto 2011    | 25 marzo 2025     |  |
| 494  | Ali Madan                  | 104      | Bahrein                                  | AFC            | 5 febbraio 2016   | 10 giugno 2025    |  |
| 514  | Franz Beckenbauer          | 103      | Germania Ovest                           | UEFA           | 26 settembre 1965 | 23 febbraio 1977  |  |
| 514  | Falah Hassan               | 103      | Iraq                                     | AFC            | 22 luglio 1970    | 14 marzo 1986     |  |
| 514  | Mahboub Mubarak            | 103      | Kuwait                                   | AFC            | 28 marzo 1976     | 9 marzo 1990      |  |
| 514  | Didier Deschamps           | 103      | Francia                                  | UEFA           | 29 aprile 1989    | 2 settembre 2000  |  |
| 514  | Mohammed Al-Jahani         | 103      | Arabia Saudita                           | AFC            | 1º ottobre 1994   | 11 giugno 2002    |  |
| 514  | Hwang Sun-hong             | 103      | Corea del Sud                            | AFC            | 6 dicembre 1988   | 20 novembre 2002  |  |
| 514  | Andreas Herzog             | 103      | Austria                                  | UEFA           | 6 aprile 1988     | 30 aprile 2003    |  |
| 514  | Joe Brincat                | 103      | Malta                                    | UEFA           | 7 febbraio 1988   | 14 febbraio 2004  |  |
| 514  | Stéphane Chapuisat         | 103      | Svizzera                                 | UEFA           | 21 giugno 1989    | 17 giugno 2004    |  |
| 514  | Marvin Andrews             | 103      | Trinidad e Tobago                        | CONCACAF       | 21 marzo 1996     | 5 settembre 2009  |  |
| 514  | Indrek Zelinski            | 103      | Estonia                                  | UEFA           | 7 maggio 1994     | 21 maggio 2010    |  |
| 514  | Emad Mohammed              | 103      | Iraq                                     | AFC            | 31 gennaio 2001   | 28 maggio 2012    |  |
| 514  | Ahmed Hadid                | 103      | Oman                                     | AFC            | 28 gennaio 2003   | 5 gennaio 2013    |  |
| 514  | Dejan Stanković            | 103      | Jugoslavia Serbia e Montenegro Serbia    | UEFA           | 22 aprile 1998    | 11 ottobre 2013   |  |
| 514  | Jaroslav Plašil            | 103      | Rep. Ceca                                | UEFA           | 31 marzo 2004     | 21 giugno 2016    |  |
| 514  | Faouzi Mubarak Aaish       | 103      | Bahrein                                  | AFC            | 23 dicembre 2004  | 11 ottobre 2016   |  |
| 514  | Michael Umaña              | 103      | Costa Rica                               | CONCACAF       | 4 giugno 2004     | 10 ottobre 2017   |  |
| 514  | Felipe Baloy               | 103      | Panama                                   | CONCACAF       | 23 maggio 2001    | 24 giugno 2018    |  |
| 514  | Vedran Ćorluka             | 103      | Croazia                                  | UEFA           | 16 agosto 2006    | 11 luglio 2018    |  |
| 514  | Birkir Már Sævarsson       | 103      | Islanda                                  | UEFA           | 2 giugno 2007     | 14 novembre 2021  |  |
| 514  | Andrei Agius               | 103      | Malta                                    | UEFA           | 25 febbraio 2006  | 25 marzo 2022     |  |
| 514  | Fahad Al Ansari            | 103      | Kuwait                                   | AFC            | 20 gennaio 2009   | 1º giugno 2022    |  |
| 514  | Andriy Pyatov              | 103      | Ucraina                                  | UEFA           | 5 giugno 2006     | 11 giugno 2022    |  |
| 514  | Kamil Glik                 | 103      | Polonia                                  | UEFA           | 20 gennaio 2010   | 4 dicembre 2022   |  |
| 514  | James McClean              | 103      | Irlanda                                  | UEFA           | 29 febbraio 2012  | 21 novembre 2023  |  |
| 514  | Mohamed Elneny             | 103      | Egitto                                   | CAF            | 3 settembre 2011  | 10 settembre 2024 |  |
| 514  | Thibaut Courtois           | 103      | Belgio                                   | UEFA           | 15 novembre 2011  | 20 marzo 2025     |  |
| 514  | Charles Aranguiz           | 103      | Cile                                     | CONMEBOL       | 4 agosto 2009     | 25 marzo 2025     |  |
| 514  | Nicolas Hasler             | 103      | Liechtenstein                            | UEFA           | 11 agosto 2010    | 9 giugno 2025     |  |
| 514  | Riyad Mahrez               | 103      | Algeria                                  | AFC            | 31 maggio 2014    | 10 giugno 2025    |  |
| 514  | André Carrillo             | 103      | Perù                                     | CONMEBOL       | 12 luglio 2011    | 10 giugno 2025    |  |
| 514  | Darwin Cerén               | 103      | El Salvador                              | CONCACAF       | 23 maggio 2012    | 24 giugno 2025    |  |
| 548  | Joachim Streich            | 102      | Germania Est                             | UEFA           | 8 dicembre 1969   | 20 ottobre 1984   |  |
| 548  | Alex Chola                 | 102      | Zambia                                   | CAF            | 30 marzo 1975     | 8 ottobre 1985    |  |
| 548  | Kenny Dalglish             | 102      | Scozia                                   | UEFA           | 10 novembre 1971  | 12 novembre 1986  |  |
| 548  | László Bölöni              | 102      | Romania                                  | UEFA           | 24 settembre 1975 | 1º giugno 1988    |  |
| 548  | Morten Olsen               | 102      | Danimarca                                | UEFA           | 23 settembre 1970 | 18 giugno 1989    |  |
| 548  | Emmanuel Kundé             | 102      | Camerun                                  | CAF            | 18 marzo 1979     | 23 gennaio 1992   |  |
| 548  | Abdul Kader Kardaghli      | 102      | Siria                                    | AFC            | 20 novembre 1982  | 7 luglio 1993     |  |
| 548  | Borislav Mihajlov          | 102      | Bulgaria                                 | UEFA           | 4 maggio 1983     | 5 giugno 1998     |  |
| 548  | Durrant Brown              | 102      | Giamaica                                 | CONCACAF       | 23 maggio 1992    | 26 luglio 1998    |  |
| 548  | Steve Staunton             | 102      | Irlanda                                  | UEFA           | 19 ottobre 1988   | 16 giugno 2002    |  |
| 548  | Bülent Korkmaz             | 102      | Turchia                                  | UEFA           | 17 ottobre 1990   | 17 agosto 2005    |  |
| 548  | Raúl                       | 102      | Spagna                                   | UEFA           | 9 ottobre 1996    | 6 settembre 2006  |  |
| 548  | Kasey Keller               | 102      | Stati Uniti                              | CONCACAF       | 4 febbraio 1990   | 2 luglio 2007     |  |
| 548  | Savo Milošević             | 102      | Jugoslavia Serbia e Montenegro Serbia    | UEFA           | 23 dicembre 1994  | 19 novembre 2008  |  |
| 548  | Mohammed Omar              | 102      | Emirati Arabi Uniti                      | AFC            | 14 agosto 1996    | 29 gennaio 2009   |  |
| 548  | Carlos Pavón               | 102      | Honduras                                 | CONCACAF       | 17 luglio 1993    | 16 giugno 2010    |  |
| 548  | Michał Żewłakow            | 102      | Polonia                                  | UEFA           | 19 giugno 1999    | 29 marzo 2011     |  |
| 548  | Peter Mponda               | 102      | Malawi                                   | CAF            | 3 gennaio 1998    | 8 ottobre 2011    |  |
| 548  | Martin Jørgensen           | 102      | Danimarca                                | UEFA           | 25 marzo 1998     | 15 novembre 2011  |  |
| 548  | Aljaksandr Kul'čy          | 102      | Bielorussia                              | UEFA           | 14 febbraio 1996  | 11 settembre 2012 |  |
| 548  | Bashar Bani Yaseen         | 102      | Giordania                                | AFC            | 27 agosto 1999    | 3 giugno 2012     |  |
| 548  | Mario Yepes                | 102      | Colombia                                 | CONMEBOL       | 9 febbraio 1999   | 28 giugno 2014    |  |
| 548  | Hosny Abd Rabo             | 102      | Egitto                                   | CAF            | 31 marzo 2004     | 10 settembre 2014 |  |
| 548  | Hani Al-Dhabit             | 102      | Oman                                     | AFC            | 25 marzo 1997     | 14 novembre 2014  |  |
| 548  | Seydou Keita               | 102      | Mali                                     | CAF            | 4 ottobre 1998    | 28 gennaio 2015   |  |
| 548  | Yaya Touré                 | 102      | Costa d'Avorio                           | CAF            | 28 aprile 2004    | 29 marzo 2015     |  |
| 548  | Christopher Katongo        | 102      | Zambia                                   | CAF            | 7 giugno 2003     | 4 giugno 2016     |  |
| 548  | Robin van Persie           | 102      | Paesi Bassi                              | UEFA           | 4 giugno 2005     | 31 agosto 2017    |  |
| 548  | Yossi Benayoun             | 102      | Israele                                  | UEFA           | 18 novembre 1998  | 9 ottobre 2017    |  |
| 548  | Ronald Raldes              | 102      | Bolivia                                  | CONMEBOL       | 3 giugno 2001     | 9 giugno 2018     |  |
| 548  | Gerard Piqué               | 102      | Spagna                                   | UEFA           | 11 febbraio 2009  | 1º luglio 2018    |  |
| 548  | Mario Mutsch               | 102      | Lussemburgo                              | UEFA           | 8 ottobre 2005    | 2 giugno 2019     |  |
| 548  | Charles Kaboré             | 102      | Burkina Faso                             | CAF            | 7 ottobre 2006    | 5 giugno 2021     |  |
| 548  | Jefferson Farfán           | 102      | Perù                                     | CONMEBOL       | 23 febbraio 2003  | 16 novembre 2021  |  |
| 548  | Youssef Msakni             | 102      | Tunisia                                  | CAF            | 9 gennaio 2010    | 24 gennaio 2024   |  |
| 548  | Islam Slimani              | 102      | Algeria                                  | UEFA           | 26 maggio 2012    | 24 gennaio 2024   |  |
| 548  | Bernardo Silva             | 102      | Portogallo                               | UEFA           | 31 ottobre 2015   | 8 giugno 2025     |  |
| 548  | Henri Anier                | 102      | Estonia                                  | UEFA           | 19 giugno 2011    | 9 giugno 2025     |  |
| 548  | Memphis Depay              | 102      | Paesi Bassi                              | UEFA           | 15 ottobre 2013   | 10 giugno 2025    |  |
| 586  | József Bozsik              | 101      | Ungheria                                 | UEFA           | 17 agosto 1947    | 18 aprile 1962    |  |
| 586  | Leonel Álvarez             | 101      | Colombia                                 | CONMEBOL       | 14 febbraio 1985  | 7 settembre 1997  |  |
| 586  | Hassan Farhan              | 101      | Iraq                                     | AFC            | 15 settembre 1973 | 26 marzo 1982     |  |
| 586  | Lakhdar Belloumi           | 101      | Algeria                                  | CAF            | 22 ottobre 1978   | 17 novembre 1989  |  |
| 586  | Fandi Ahmad                | 101      | Singapore                                | AFC            | 22 settembre 1979 | 18 ottobre 1997   |  |
| 586  | Cláudio Taffarel           | 101      | Brasile                                  | CONMEBOL       | 20 settembre 1988 | 12 luglio 1998    |  |
| 586  | Thomas Häßler              | 101      | Germania Ovest Germania                  | UEFA           | 31 agosto 1988    | 20 giugno 2000    |  |
| 586  | Earnie Stewart             | 101      | Stati Uniti                              | CONCACAF       | 19 dicembre 1990  | 18 agosto 2004    |  |
| 586  | Jorge Soto                 | 101      | Perù                                     | CONMEBOL       | 24 novembre 1992  | 12 ottobre 2005   |  |
| 586  | Phillip Cocu               | 101      | Paesi Bassi                              | UEFA           | 24 aprile 1995    | 25 giugno 2006    |  |
| 586  | Elijah Tana                | 101      | Zambia                                   | CAF            | 10 giugno 1995    | 27 gennaio 2009   |  |
| 586  | Harold Wallace             | 101      | Costa Rica                               | CONCACAF       | 27 settembre 1995 | 12 agosto 2009    |  |
| 586  | Ulises de la Cruz          | 101      | Ecuador                                  | CONMEBOL       | 28 maggio 1995    | 16 maggio 2010    |  |
| 586  | Thomas Sørensen            | 101      | Danimarca                                | UEFA           | 17 novembre 1999  | 26 maggio 2012    |  |
| 586  | Husain Ahmed               | 101      | Bahrein                                  | AFC            | 3 ottobre 1998    | 19 novembre 2013  |  |
| 586  | Joseph Yobo                | 101      | Nigeria                                  | CAF            | 24 marzo 2001     | 30 giugno 2014    |  |
| 586  | Vincent Enyeama            | 101      | Nigeria                                  | CAF            | 4 maggio 2002     | 13 giugno 2015    |  |
| 586  | Ismail Sulaiman Al Ajmi    | 101      | Oman                                     | AFC            | 28 gennaio 2003   | 19 novembre 2013  |  |
| 586  | Siaka Tiéné                | 101      | Costa d'Avorio                           | CAF            | 9 aprile 2000     | 14 giugno 2015    |  |
| 586  | Vasilij Berezuckij         | 101      | Russia                                   | UEFA           | 7 giugno 2003     | 9 ottobre 2016    |  |
| 586  | Andranik Teymourian        | 101      | Iran                                     | AFC            | 24 agosto 2005    | 11 ottobre 2016   |  |
| 586  | Jermaine Taylor            | 101      | Giamaica                                 | CONCACAF       | 2 ottobre 2004    | 7 ottobre 2017    |  |
| 586  | Boštjan Cesar              | 101      | Slovenia                                 | UEFA           | 12 febbraio 2003  | 27 marzo 2018     |  |
| 586  | Rainford Kalaba            | 101      | Zambia                                   | CAF            | 11 giugno 2005    | 8 settembre 2017  |  |
| 586  | Cristian Riveros           | 101      | Paraguay                                 | CONMEBOL       | 5 maggio 2005     | 27 marzo 2018     |  |
| 586  | Emre Belözoğlu             | 101      | Turchia                                  | UEFA           | 23 febbraio 2000  | 11 ottobre 2019   |  |
| 586  | Vasilīs Torosidīs          | 101      | Grecia                                   | UEFA           | 24 marzo 2007     | 5 settembre 2019  |  |
| 586  | Anzur Ismailov             | 101      | Uzbekistan                               | AFC            | 14 luglio 2007    | 5 settembre 2019  |  |
| 586  | Daniel da Mota             | 101      | Lussemburgo                              | UEFA           | 2 giugno 2007     | 6 giugno 2021     |  |
| 586  | Sergio Agüero              | 101      | Argentina                                | CONMEBOL       | 3 settembre 2006  | 3 luglio 2021     |  |
| 586  | Saulius Mikoliūnas         | 101      | Lituania                                 | UEFA           | 5 giugno 2004     | 16 novembre 2022  |  |
| 586  | Wu Lei                     | 101      | Cina                                     | AFC            | 14 febbraio 2010  | 10 settembre 2024 |  |
| 586  | Christian Cueva            | 101      | Perù                                     | CONMEBOL       | 1º giugno 2011    | 20 marzo 2025     |  |
| 586  | Ali Al-Busaidi             | 101      | Oman                                     | UEFA           | 9 ottobre 2013    | 5 giugno 2025     |  |
| 586  | Joshua Kimmich             | 101      | Germania                                 | UEFA           | 29 maggio 2016    | 8 giugno 2025     |  |
| 586  | Lukáš Hrádecký             | 101      | Finlandia                                | UEFA           | 21 maggio 2010    | 7 giugno 2025     |  |
| 586  | Mahmoud Al-Mawas           | 101      | Siria                                    | AFC            | 17 novembre 2012  | 10 giugno 2025    |  |
| 623  | Grzegorz Lato              | 100      | Polonia                                  | UEFA           | 17 novembre 1971  | 17 aprile 1984    |  |
| 623  | Hans-Jürgen Dörner         | 100      | Germania Est                             | UEFA           | 22 giugno 1969    | 18 maggio 1985    |  |
| 623  | Ari Hjelm                  | 100      | Finlandia                                | UEFA           | 16 marzo 1983     | 16 marzo 1996     |  |
| 623  | Piyapong Pue-on            | 100      | Thailandia                               | AFC            | 21 aprile 1981    | 18 ottobre 1997   |  |
| 623  | Ulf Kirsten                | 100      | Germania Est Germania                    | UEFA           | 8 maggio 1985     | 20 giugno 2000    |  |
| 623  | Joe-Max Moore              | 100      | Stati Uniti                              | CONCACAF       | 3 settembre 1992  | 14 giugno 2002    |  |
| 623  | Luis Capurro               | 100      | Ecuador                                  | CONMEBOL       | 6 febbraio 1985   | 9 febbraio 2003   |  |
| 623  | Henning Berg               | 100      | Norvegia                                 | UEFA           | 13 maggio 1992    | 27 maggio 2004    |  |
| 623  | Nazri Nasir                | 100      | Singapore                                | AFC            | 13 settembre 1990 | 12 luglio 2004    |  |
| 623  | Tony Meola                 | 100      | Stati Uniti                              | CONCACAF       | 10 giugno 1988    | 11 aprile 2006    |  |
| 623  | Dario Šimić                | 100      | Croazia                                  | UEFA           | 13 marzo 1996     | 20 agosto 2008    |  |
| 623  | Angelos Basinas            | 100      | Grecia                                   | UEFA           | 18 agosto 1999    | 1º aprile 2009    |  |
| 623  | Goce Sedloski              | 100      | Macedonia                                | UEFA           | 27 marzo 1996     | 29 maggio 2010    |  |
| 623  | Denis Caniza               | 100      | Paraguay                                 | CONMEBOL       | 10 novembre 1996  | 7 settembre 2010  |  |
| 623  | Park Ji-sung               | 100      | Corea del Sud                            | AFC            | 5 aprile 2000     | 25 gennaio 2011   |  |
| 623  | Roberto Acuña              | 100      | Paraguay                                 | CONMEBOL       | 3 marzo 1993      | 11 giugno 2011    |  |
| 623  | Igors Stepanovs            | 100      | Lettonia                                 | UEFA           | 26 aprile 1995    | 10 agosto 2011    |  |
| 623  | Levan K'obiashvili         | 100      | Georgia                                  | UEFA           | 1º settembre 1996 | 11 ottobre 2011   |  |
| 623  | Damien Duff                | 100      | Irlanda                                  | UEFA           | 25 marzo 1998     | 18 giugno 2012    |  |
| 623  | Carles Puyol               | 100      | Spagna                                   | UEFA           | 15 novembre 2000  | 6 febbraio 2013   |  |
| 623  | Donovan Ricketts           | 100      | Giamaica                                 | CONCACAF       | 28 marzo 1999     | 6 settembre 2013  |  |
| 623  | Mohamed Aboutreika         | 100      | Egitto                                   | CAF            | 19 marzo 2001     | 19 novembre 2013  |  |
| 623  | Fahad Awadh                | 100      | Kuwait                                   | AFC            | 27 maggio 2005    | 13 ottobre 2015   |  |
| 623  | Mrisho Ngasa               | 100      | Tanzania                                 | CAF            | 25 novembre 2006  | 14 novembre 2015  |  |
| 623  | Mosab Balhous              | 100      | Siria                                    | AFC            | 25 luglio 2006    | 18 marzo 2016     |  |
| 623  | Peter Ndlovu               | 100      | Zimbabwe                                 | CAF            | 1991              | 25 marzo 2007     |  |
| 623  | Robinho                    | 100      | Brasile                                  | CONMEBOL       | 13 luglio 2003    | 26 gennaio 2017   |  |
| 623  | Arda Turan                 | 100      | Turchia                                  | UEFA           | 16 agosto 2006    | 6 ottobre 2017    |  |
| 623  | Ruslan Rotan'              | 100      | Ucraina                                  | UEFA           | 12 febbraio 2003  | 27 marzo 2018     |  |
| 623  | Noor Sabri                 | 100      | Iraq                                     | AFC            | 22 luglio 2002    | 27 marzo 2018     |  |
| 623  | Roderick Briffa            | 100      | Malta                                    | UEFA           | 11 dicembre 2003  | 17 novembre 2018  |  |
| 623  | Andris Vaņins              | 100      | Lettonia                                 | UEFA           | 4 febbraio 2000   | 10 ottobre 2019   |  |
| 623  | Bojan Jokić                | 100      | Slovenia                                 | UEFA           | 28 febbraio 2006  | 16 novembre 2019  |  |
| 623  | Alexandru Epureanu         | 100      | Moldavia                                 | UEFA           | 6 settembre 2006  | 31 marzo 2021     |  |
| 623  | Aleksandar Dragović        | 100      | Austria                                  | UEFA           | 6 giugno 2009     | 29 marzo 2022     |  |
| 623  | Grzegorz Krychowiak        | 100      | Polonia                                  | UEFA           | 14 dicembre 2008  | 10 settembre 2023 |  |
| 623  | Karol Mets                 | 100      | Estonia                                  | UEFA           | 19 novembre 2013  | 19 novembre 2024  |  |
| 623  | Fedor Černych              | 100      | Lituania                                 | UEFA           | 14 novembre 2012  | 7 giugno 2025     |  |
| 623  | Fahed Al-Hajri             | 100      | Kuwait                                   | AFC            | 16 ottobre 2012   | 10 giugno 2025    |  |
| 623  | Lars Krogh Gerson          | 100      | Lussemburgo                              | UEFA           | 26 marzo 2008     | 10 giugno 2025    |  |
| 623  | Aleksandar Mitrović        | 100      | Serbia                                   | UEFA           | 7 giugno 2013     | 10 giugno 2025    |  |
| 623  | Mathew Ryan                | 100      | Australia                                | AFC            | 26 marzo 2008     | 10 giugno 2025    |  |
| 623  | Marc Vales                 | 100      | Andorra                                  | UEFA           | 26 marzo 2008     | 10 giugno 2025    |  |

## Calciatori ancora in attività con più di 100 presenze in nazionale
- I giocatori in grassetto sono ancora attivi con la nazionale, quelli non in grassetto l'hanno lasciata.

| Pos. | Calciatore                 | Presenze | Nazionale            | Confederazione | Debutto           | Ultima presenza   |
| ---- | -------------------------- | -------- | -------------------- | -------------- | ----------------- | ----------------- |
| 1    | Cristiano Ronaldo          | 221      | Portogallo           | UEFA           | 20 agosto 2003    | 8 giugno 2025     |
| 2    | Bader Al-Mutwa             | 196      | Kuwait               | AFC            | 4 settembre 2003  | 14 giugno 2022    |
| 3    | Lionel Messi               | 193      | Argentina            | CONMEBOL       | 17 agosto 2005    | 10 giugno 2025    |
| 4    | Luka Modrić                | 188      | Croazia              | UEFA           | 1º marzo 2006     | 9 giugno 2025     |
| 5    | Hassan Al Haidos           | 185      | Qatar                | AFC            | 12 agosto 2008    | 10 febbraio 2024  |
| 6    | Andrés Guardado            | 182      | Messico              | CONCACAF       | 14 dicembre 2005  | 15 ottobre 2024   |
| 7    | Sergio Ramos               | 180      | Spagna               | UEFA           | 26 marzo 2005     | 31 marzo 2021     |
| 8    | Alexis Sánchez             | 168      | Cile                 | CONMEBOL       | 27 aprile 2006    | 10 giugno 2025    |
| 9    | Celso Borges               | 163      | Costa Rica           | CONCACAF       | 21 giugno 2008    | 8 luglio 2023     |
| 9    | Sayed Mohammed Jaffer      | 163      | Bahrein              | AFC            | 17 novembre 2004  | 28 dicembre 2024  |
| 11   | Gary Medel                 | 161      | Cile                 | CONMEBOL       | 15 giugno 2008    | 16 novembre 2023  |
| 12   | Konstantin Vassiljev       | 158      | Estonia              | UEFA           | 31 maggio 2006    | 4 giugno 2024     |
|      | Robert Lewandowski         | 158      | Polonia              | UEFA           | 10 settembre 2008 | 24 marzo 2025     |
| 14   | Jan Vertonghen             | 157      | Belgio               | UEFA           | 2 luglio 2007     | 1º luglio 2024    |
| 15   | Sunil Chhetri              | 155      | India                | AFC            | 12 giugno 2005    | 10 giugno 2025    |
| 16   | Guillermo Ochoa            | 152      | Messico              | CONCACAF       | 14 dicembre 2005  | 15 novembre 2024  |
| 16   | Aníbal Godoy               | 152      | Panama               | AFC            | 3 marzo 2010      | 28 giugno 2025    |
| 18   | Joel Campbell              | 148      | Costa Rica           | CONCACAF       | 5 giugno 2011     | 18 novembre 2024  |
| 19   | Bryan Ruiz                 | 147      | Costa Rica           | CONCACAF       | 9 giugno 2005     | 23 novembre 2022  |
| 20   | Arturo Vidal               | 147      | Cile                 | CONMEBOL       | 7 febbraio 2007   | 5 giugno 2025     |
| 21   | João Moutinho              | 146      | Portogallo           | UEFA           | 17 agosto 2005    | 9 giugno 2022     |
| 22   | Hugo Lloris                | 145      | Francia              | UEFA           | 19 novembre 2008  | 18 dicembre 2022  |
| 22   | Ángel Di María             | 145      | Argentina            | CONMEBOL       | 6 settembre 2008  | 14 luglio 2024    |
| 24   | Mauricio Isla              | 144      | Cile                 | CONMEBOL       | 7 settembre 2007  | 10 settembre 2024 |
| 24   | Ivan Perišić               | 144      | Croazia              | UEFA           | 26 marzo 2011     | 9 giugno 2025     |
| 24   | Christian Eriksen          | 144      | Danimarca            | CONMEBOL       | 3 marzo 2010      | 10 giugno 2025    |
| 27   | Sergio Busquets            | 143      | Spagna               | UEFA           | 1º aprile 2009    | 6 dicembre 2022   |
| 27   | Luis Suárez                | 143      | Uruguay              | CONMEBOL       | 8 febbraio 2007   | 6 settembre 2024  |
| 27   | Yūto Nagatomo              | 143      | Giappone             | AFC            | 24 maggio 2008    | 12 luglio 2025    |
| 30   | Baha' Abdel-Rahman         | 142      | Giordania            | AFC            | 7 settembre 2007  | 14 giugno 2022    |
| 30   | Ehsan Hajsafi              | 142      | Iran                 | AFC            | 25 maggio 2008    | 7 febbraio 2024   |
| 30   | Tomás Rincón               | 142      | Venezuela            | CONMEBOL       | 3 febbraio 2008   | 6 giugno 2025     |
| 30   | Hariss Harun               | 142      | Singapore            | AFC            | 24 giugno 2007    | 10 giugno 2025    |
| 34   | Edin Džeko                 | 141      | Bosnia ed Erzegovina | UEFA           | 2 giugno 2007     | 7 giugno 2025     |
| 35   | Ismail Abdul-Latif         | 138      | Bahrein              | AFC            | 27 ottobre 2005   | 25 marzo 2025     |
| 36   | Alberto Quintero           | 137      | Panama               | CONCACAF       | 22 agosto 2007    | 17 novembre 2023  |
| 36   | Olivier Giroud             | 137      | Francia              | UEFA           | 11 novembre 2011  | 9 luglio 2024     |
| 36   | Antoine Griezmann          | 137      | Francia              | UEFA           | 5 marzo 2014      | 9 settembre 2024  |
| 36   | Granit Xhaka               | 137      | Svizzera             | UEFA           | 4 giugno 2011     | 10 giugno 2025    |
| 40   | Ahmed Fathi                | 136      | Egitto               | CAF            | 16 dicembre 2002  | 16 novembre 2021  |
| 40   | Ismail Matar               | 136      | Emirati Arabi Uniti  | AFC            | 27 settembre 2003 | 6 dicembre 2021   |
| 40   | Edinson Cavani             | 136      | Uruguay              | CONMEBOL       | 6 febbraio 2008   | 2 dicembre 2022   |
| 40   | Abdelkarim Hassan Fadlalla | 136      | Qatar                | AFC            | 18 novembre 2010  | 20 marzo 2025     |
| 44   | Peter Pekarík              | 135      | Slovacchia           | UEFA           | 10 dicembre 2006  | 10 giugno 2025    |
| 45   | Óscar Boniek García        | 134      | Honduras             | CONCACAF       | 1º luglio 2005    | 7 ottobre 2021    |
| 45   | Heung-Min Son              | 134      | Corea del Sud        | AFC            | 30 dicembre 2010  | 10 giugno 2025    |
| 47   | Fernando Muslera           | 133      | Uruguay              | CONMEBOL       | 10 dicembre 2009  | 11 giugno 2022    |
| 48   | Héctor Moreno              | 132      | Messico              | CONCACAF       | 17 ottobre 2007   | 26 marzo 2023     |
| 48   | Simon Kjær                 | 132      | Danimarca            | UEFA           | 6 giugno 2009     | 8 giugno 2024     |
| 48   | Axel Witsel                | 132      | Belgio               | UEFA           | 26 marzo 2008     | 8 giugno 2024     |
| 51   | Thomas Müller              | 131      | Germania             | UEFA           | 3 marzo 2010      | 5 luglio 2024     |
| 52   | Khairul Amri               | 130      | Singapore            | AFC            | 9 giugno 2004     | 8 giugno 2019     |
| 52   | Teemu Pukki                | 130      | Finlandia            | UEFA           | 4 febbraio 2009   | 10 giugno 2025    |
| 54   | Márcio Vieira              | 129      | Andorra              | UEFA           | 12 ottobre 2005   | 11 giugno 2024    |
| 54   | Sayed Dhiya                | 129      | Bahrein              | AFC            | 14 dicembre 2011  | 10 giugno 2025    |
| 54   | Abdulaziz Hatem            | 129      | Qatar                | AFC            | 30 dicembre 2009  | 10 giugno 2025    |
| 54   | Ricardo Rodriguez          | 129      | Svizzera             | UEFA           | 7 ottobre 2011    | 10 giugno 2025    |
| 58   | Neymar                     | 128      | Brasile              | CONMEBOL       | 10 agosto 2010    | 17 ottobre 2023   |
| 58   | Yoshimar Yotún             | 128      | Perù                 | CONMEBOL       | 8 febbraio 2011   | 21 novembre 2023  |
| 58   | David Ospina               | 128      | Colombia             | CONMEBOL       | 7 febbraio 2007   | 16 dicembre 2023  |
| 58   | Teerasil Dangda            | 128      | Thailandia           | AFC            | 7 luglio 2007     | 11 giugno 2024    |
| 58   | Luis Advíncula             | 128      | Perù                 | CONMEBOL       | 4 settembre 2010  | 10 giugno 2025    |
| 58   | Paolo Guerrero             | 128      | Perù                 | CONMEBOL       | 9 ottobre 2004    | 10 giugno 2025    |
| 64   | Toby Alderweireld          | 127      | Belgio               | UEFA           | 29 maggio 2009    | 1º dicembre 2022  |
| 65   | Maya Yoshida               | 126      | Giappone             | AFC            | 6 gennaio 2010    | 5 dicembre 2022   |
| 65   | Nicolás Otamendi           | 126      | Argentina            | UEFA           | 20 maggio 2009    | 10 giugno 2025    |
| 65   | Akram Afif                 | 126      | Qatar                | AFC            | 3 settembre 2015  | 10 giugno 2025    |
| 68   | Alaa Abdul-Zahra           | 125      | Iraq                 | AFC            | 8 giugno 2007     | 12 ottobre 2021   |
| 68   | Xherdan Shaqiri            | 125      | Svizzera             | UEFA           | 3 marzo 2010      | 6 luglio 2024     |
| 68   | Andrij Jarmolenko          | 125      | Ucraina              | UEFA           | 5 settembre 2009  | 23 marzo 2025     |
| 68   | Marko Arnautović           | 125      | Austria              | UEFA           | 11 ottobre 2008   | 10 giugno 2025    |
| 72   | Manuel Neuer               | 124      | Germania             | UEFA           | 2 giugno 2009     | 5 luglio 2024     |
| 72   | Guram Kashia               | 124      | Georgia              | UEFA           | 1º aprile 2009    | 23 marzo 2025     |
| 72   | Romelu Lukaku              | 124      | Belgio               | UEFA           | 3 marzo 2010      | 9 giugno 2025     |
| 72   | Waleed Al Hayam            | 124      | Bahrein              | AFC            | 25 dicembre 2010  | 10 giugno 2025    |
| 72   | Safuwan Baharudin          | 124      | Singapore            | AFC            | 17 gennaio 2010   | 10 giugno 2025    |
| 77   | Armando Cooper             | 123      | Panama               | CONCACAF       | 7 ottobre 2006    | 2 febbraio 2022   |
| 77   | Hassan Maatouk             | 123      | Libano               | AFC            | 5 giugno 2011     | 11 giugno 2024    |
| 77   | Mohammed Al-Musalami       | 123      | Oman                 | AFC            | 21 settembre 2010 | 4 gennaio 2025    |
| 77   | Almoez Ali                 | 123      | Qatar                | AFC            | 21 dicembre 2013  | 5 giugno 2025     |
| 77   | Karim Boudiaf              | 123      | Qatar                | AFC            | 21 dicembre 2013  | 5 giugno 2025     |
| 82   | Kennedy Mweene             | 122      | Zambia               | CAF            | 22 maggio 2004    | 14 luglio 2021    |
| 82   | Marc Pujol                 | 122      | Andorra              | UEFA           | 6 febbraio 2000   | 21 marzo 2025     |
| 82   | Yousef Nasser              | 122      | Kuwait               | AFC            | 31 maggio 2009    | 5 giugno 2025     |
| 85   | Ismail Al Hammadi          | 121      | Emirati Arabi Uniti  | AFC            | 23 settembre 2007 | 7 ottobre 2021    |
| 85   | Boualem Khoukhi            | 121      | Qatar                | AFC            | 21 dicembre 2013  | 5 giugno 2025     |
| 85   | Idrissa Gueye              | 121      | Senegal              | CAF            | 11 novembre 2011  | 10 giugno 2025    |
| 88   | Román Torres               | 120      | Panama               | CONCACAF       | 17 luglio 2005    | 16 novembre 2019  |
| 88   | Odai Al-Saify              | 120      | Giordania            | AFC            | 18 giugno 2007    | 11 novembre 2021  |
| 88   | André Ayew                 | 120      | Ghana                | CAF            | 21 agosto 2007    | 26 marzo 2024     |
| 88   | Edu Vargas                 | 120      | Cile                 | CONMEBOL       | 4 settembre 2009  | 25 marzo 2025     |
| 88   | Keylor Navas               | 120      | Costa Rica           | CONCACAF       | 11 ottobre 2008   | 29 giugno 2025    |
| 88   | Raúl Jiménez               | 120      | Messico              | CONCACAF       | 30 gennaio 2013   | 6 luglio 2025     |
| 94   | Kamil Al Aswad             | 119      | Bahrein              | AFC            | 30 maggio 2015    | 5 giugno 2025     |
| 95   | Domingues                  | 118      | Mozambico            | CAF            | 13 giugno 2004    | 19 novembre 2024  |
| 95   | Pedro Gallese              | 118      | Perù                 | CONMEBOL       | 6 agosto 2014     | 10 giugno 2025    |
| 95   | Salomón Rondón             | 118      | Venezuela            | CONMEBOL       | 3 febbraio 2008   | 10 giugno 2025    |
| 98   | Martín Cáceres             | 116      | Uruguay              | CONMEBOL       | 12 settembre 2007 | 24 novembre 2022  |
| 98   | Juan Cuadrado              | 116      | Colombia             | CONMEBOL       | 3 settembre 2010  | 7 settembre 2023  |
| 98   | Dmitri Kruglov             | 116      | Estonia              | UEFA           | 13 ottobre 2004   | 9 giugno 2018     |
| 98   | James Rodríguez            | 116      | Colombia             | CONMEBOL       | 11 ottobre 2011   | 10 giugno 2025    |
| 102  | Jozy Altidore              | 115      | Stati Uniti          | CONCACAF       | 17 novembre 2007  | 7 luglio 2019     |
| 102  | Ahmad Ibrahim Khalaf       | 115      | Iraq                 | AFC            | 11 novembre 2010  | 29 marzo 2022     |
| 102  | Ali Mabkhout               | 115      | Emirati Arabi Uniti  | AFC            | 15 novembre 2009  | 6 gennaio 2024    |
| 102  | Miralem Pjanić             | 115      | Bosnia ed Erzegovina | UEFA           | 20 agosto 2008    | 21 marzo 2024     |
| 102  | Hassan Sunny               | 115      | Singapore            | AFC            | 18 febbraio 2004  | 11 giugno 2024    |
| 107  | Gao Lin                    | 114      | Cina                 | AFC            | 31 luglio 2005    | 24 gennaio 2019   |
| 107  | Sergei Zenjov              | 114      | Estonia              | UEFA           | 20 agosto 2008    | 11 ottobre 2024   |
| 107  | Sadio Mané                 | 114      | Senegal              | CAF            | 25 maggio 2012    | 25 marzo 2025     |
| 107  | Kasper Schmeichel          | 114      | Danimarca            | UEFA           | 6 febbraio 2013   | 10 giugno 2025    |
| 107  | Laurent Jans               | 114      | Lussemburgo          | UEFA           | 16 ottobre 2012   | 10 giugno 2025    |
| 112  | Saad Al-Mukhaini           | 113      | Oman                 | AFC            | 8 novembre 2006   | 2 dicembre 2019   |
| 112  | Birkir Bjarnason           | 113      | Islanda              | UEFA           | 29 ottobre 2010   | 16 novembre 2022  |
| 112  | Thiago Silva               | 113      | Brasile              | CONMEBOL       | 12 ottobre 2008   | 9 dicembre 2022   |
| 112  | Hamza Al-Dardour           | 113      | Giordania            | AFC            | 2 gennaio 2011    | 25 gennaio 2024   |
| 112  | Max Gradel                 | 113      | Costa d'Avorio       | UEFA           | 5 giugno 2011     | 23 marzo 2024     |
| 117  | Ki Sung-Yueng              | 112      | Corea del Sud        | AFC            | 7 giugno 2008     | 7 gennaio 2019    |
| 117  | Kim Young-gwon             | 112      | Corea del Sud        | AFC            | 11 agosto 2010    | 5 settembre 2024  |
| 117  | Juraj Kucka                | 112      | Slovacchia           | UEFA           | 19 novembre 2008  | 8 settembre 2024  |
| 117  | Jordan Ayew                | 112      | Ghana                | CAF            | 9 gennaio 2010    | 28 maggio 2025    |
| 117  | Vincent Aboubakar          | 112      | Camerun              | CAF            | 29 maggio 2010    | 9 giugno 2025     |
| 122  | Dušan Tadić                | 111      | Serbia               | UEFA           | 14 dicembre 2008  | 25 giugno 2024    |
| 122  | Ahmed Musa                 | 111      | Nigeria              | CAF            | 5 settembre 2010  | 28 maggio 2025    |
| 122  | Kevin De Bruyne            | 111      | Belgio               | UEFA           | 11 agosto 2010    | 9 giugno 2025     |
| 125  | Haruna Niyonzima           | 110      | Ruanda               | CAF            | 27 novembre 2006  | 11 novembre 2021  |
| 125  | Mateo Kovačić              | 110      | Croazia              | UEFA           | 22 marzo 2013     | 23 marzo 2025     |
| 125  | Francisco Calvo            | 110      | Costa Rica           | CONCACAF       | 2 luglio 2011     | 29 giugno 2025    |
| 128  | Javier Hernández           | 109      | Messico              | CONCACAF       | 30 settembre 2009 | 6 settembre 2019  |
| 128  | Wayne Hennessey            | 109      | Galles               | UEFA           | 26 maggio 2007    | 12 ottobre 2023   |
| 128  | Bruno Ecuele Manga         | 109      | Gabon                | CAF            | 7 ottobre 2006    | 23 marzo 2025     |
| 128  | Harib Al-Saadi             | 109      | Oman                 | AFC            | 24 marzo 2016     | 10 giugno 2025    |
| 128  | Jesús Gallardo             | 109      | Messico              | AFC            | 8 ottobre 2016    | 6 luglio 2025     |
| 128  | Yapp Hung Fai              | 109      | Hong Kong            | AFC            | 10 febbraio 2010  | 15 luglio 2025    |
| 134  | Ahmed Khalil               | 108      | Emirati Arabi Uniti  | AFC            | 10 gennaio 2008   | 29 novembre 2019  |
| 134  | Rui Patrício               | 108      | Portogallo           | UEFA           | 17 novembre 2010  | 21 marzo 2024     |
| 134  | Daley Blind                | 108      | Paesi Bassi          | UEFA           | 6 febbraio 2013   | 2 luglio 2024     |
| 137  | Erasto Nyoni               | 107      | Tanzania             | CAF            | 25 novembre 2006  | 14 novembre 2021  |
| 137  | Walid Abbas                | 107      | Emirati Arabi Uniti  | AFC            | 27 dicembre 2008  | 16 novembre 2023  |
| 137  | Anas Bani Yaseen           | 107      | Giordania            | AFC            | 13 agosto 2008    | 25 gennaio 2024   |
| 137  | Zhang Linpeng              | 107      | Cina                 | AFC            | 30 dicembre 2009  | 21 marzo 2024     |
| 137  | Jonny Evans                | 107      | Irlanda del Nord     | UEFA           | 6 settembre 2006  | 8 giugno 2024     |
| 137  | Aron Gunnarsson            | 107      | Islanda              | UEFA           | 2 febbraio 2008   | 6 giugno 2025     |
| 137  | David Alaba                | 107      | Austria              | UEFA           | 14 ottobre 2009   | 23 marzo 2025     |
| 137  | Harry Kane                 | 107      | Inghilterra          | UEFA           | 27 marzo 2015     | 10 giugno 2025    |
| 137  | Kiran Chemjong             | 107      | Nepal                | AFC            | 24 maggio 2008    | 10 giugno 2025    |
| 146  | Ró-Ró                      | 106      | Qatar                | AFC            | 29 marzo 2016     | 5 giugno 2025     |
| 146  | Andrej Kramarić            | 106      | Croazia              | UEFA           | 4 settembre 2014  | 9 giugno 2025     |
| 148  | Hector Hérrera             | 105      | Messico              | CONMEBOL       | 16 ottobre 2012   | 9 settembre 2023  |
| 148  | Domagoj Vida               | 105      | Croazia              | UEFA           | 23 maggio 2012    | 3 giugno 2024     |
| 148  | Theerathon Bunmathan       | 105      | Thailandia           | AFC            | 11 agosto 2010    | 11 giugno 2024    |
| 148  | Aïssa Mandi                | 105      | Algeria              | CAF            | 5 marzo 2014      | 25 marzo 2025     |
| 148  | Mohamed Salah              | 105      | Egitto               | CAF            | 3 settembre 2011  | 25 marzo 2025     |
| 148  | Josué Quijano              | 105      | Nicaragua            | CONCACAF       | 2 luglio 2011     | 10 giugno 2025    |
| 154  | Gabriel Torres             | 104      | Panama               | CONCACAF       | 8 ottobre 2005    | 12 giugno 2022    |
| 154  | Radamel Falcao             | 104      | Colombia             | CONMEBOL       | 7 febbraio 2007   | 28 marzo 2023     |
| 154  | Karim Ansarifard           | 104      | Iran                 | UEFA           | 5 luglio 2009     | 3 febbraio 2024   |
| 154  | Ali Madan                  | 104      | Bahrein              | AFC            | 5 febbraio 2016   | 10 giugno 2025    |
| 154  | Mohamad Haidar             | 104      | Libano               | AFC            | 17 agosto 2011    | 10 giugno 2025    |
| 159  | Kamil Glik                 | 103      | Polonia              | UEFA           | 20 gennaio 2010   | 4 dicembre 2022   |
| 159  | James McClean              | 103      | Irlanda              | UEFA           | 29 febbraio 2012  | 21 novembre 2023  |
| 159  | Mohamed Elneny             | 103      | Egitto               | CAF            | 3 settembre 2011  | 10 settembre 2024 |
| 159  | Thibaut Courtois           | 103      | Belgio               | UEFA           | 15 novembre 2011  | 20 marzo 2025     |
| 159  | Charles Aranguiz           | 103      | Cile                 | CONMEBOL       | 4 agosto 2009     | 25 marzo 2025     |
| 159  | Nicolas Hasler             | 103      | Liechtenstein        | UEFA           | 11 agosto 2010    | 9 giugno 2025     |
| 159  | André Carrillo             | 103      | Perù                 | CONMEBOL       | 12 luglio 2011    | 10 giugno 2025    |
| 159  | Riyad Mahrez               | 103      | Algeria              | AFC            | 31 maggio 2014    | 10 giugno 2025    |
| 159  | Darwin Cerén               | 103      | El Salvador          | CONCACAF       | 23 maggio 2012    | 24 giugno 2025    |
| 168  | Charles Kaboré             | 102      | Burkina Faso         | CAF            | 7 ottobre 2006    | 5 giugno 2021     |
| 168  | Youssef Msakni             | 102      | Tunisia              | CAF            | 9 gennaio 2010    | 23 gennaio 2024   |
| 168  | Islam Slimani              | 102      | Algeria              | UEFA           | 26 maggio 2012    | 24 gennaio 2024   |
| 168  | Bernardo Silva             | 102      | Portogallo           | UEFA           | 31 ottobre 2015   | 8 giugno 2025     |
| 168  | Henri Anier                | 102      | Estonia              | UEFA           | 19 giugno 2011    | 9 giugno 2025     |
| 168  | Memphis Depay              | 102      | Paesi Bassi          | UEFA           | 15 ottobre 2013   | 10 giugno 2025    |
| 174  | Anzur Ismailov             | 101      | Uzbekistan           | AFC            | 14 luglio 2007    | 5 settembre 2019  |
| 174  | Daniel da Mota             | 101      | Lussemburgo          | UEFA           | 2 giugno 2007     | 6 giugno 2021     |
| 174  | Wu Lei                     | 101      | Cina                 | AFC            | 14 febbraio 2010  | 10 settembre 2024 |
| 174  | Ali Al-Busaidi             | 101      | Oman                 | UEFA           | 9 ottobre 2013    | 5 giugno 2025     |
| 174  | Joshua Kimmich             | 101      | Germania             | UEFA           | 29 maggio 2016    | 8 giugno 2025     |
| 174  | Lukáš Hrádecký             | 101      | Finlandia            | UEFA           | 21 maggio 2010    | 7 giugno 2025     |
| 174  | Mahmoud Al-Mawas           | 101      | Siria                | AFC            | 17 novembre 2012  | 10 giugno 2025    |
| 181  | Aleksandar Dragović        | 100      | Austria              | UEFA           | 6 giugno 2009     | 29 marzo 2022     |
| 181  | Grzegorz Krychowiak        | 100      | Polonia              | UEFA           | 14 dicembre 2008  | 10 settembre 2023 |
| 181  | Christian Cueva            | 100      | Perù                 | CONMEBOL       | 1º giugno 2011    | 29 giugno 2024    |
| 181  | Karol Mets                 | 100      | Estonia              | UEFA           | 19 novembre 2013  | 19 novembre 2024  |
| 181  | Fedor Černych              | 100      | Lituania             | UEFA           | 14 novembre 2012  | 7 giugno 2025     |
| 181  | Fahed Al-Hajri             | 100      | Kuwait               | AFC            | 16 ottobre 2012   | 10 giugno 2025    |
| 181  | Lars Krogh Gerson          | 100      | Lussemburgo          | UEFA           | 26 marzo 2008     | 10 giugno 2025    |
| 181  | Aleksandar Mitrović        | 100      | Serbia               | UEFA           | 7 giugno 2013     | 10 giugno 2025    |
| 181  | Mathew Ryan                | 100      | Australia            | AFC            | 26 marzo 2008     | 10 giugno 2025    |
| 181  | Marc Vales                 | 100      | Andorra              | UEFA           | 26 marzo 2008     | 10 giugno 2025    |

## Calciatori con più di 100 presenze per confederazione

### Numero di calciatori con almeno 100 presenze per nazionale
| Numero calciatori | Nazionale                                | Confederazione |
| ----------------- | ---------------------------------------- | -------------- |
| 18                | Messico                                  | CONCACAF       |
| 17                | Arabia Saudita                           | AFC            |
| 17                | Estonia                                  | UEFA           |
| 17                | Germania Germania Est Germania Ovest     | UEFA           |
| 17                | Stati Uniti                              | CONCACAF       |
| 16                | Egitto                                   | CAF            |
| 15                | Iraq                                     | AFC            |
| 14                | Bahrein                                  | AFC            |
| 13                | Corea del Sud                            | AFC            |
| 13                | Corea del Sud                            | AFC            |
| 13                | Kuwait                                   | AFC            |
| 13                | Spagna                                   | UEFA           |
| 12                | Costa Rica                               | AFC            |
| 12                | Croazia                                  | UEFA           |
| 12                | Emirati Arabi Uniti                      | AFC            |
| 12                | Oman                                     | AFC            |
| 12                | Singapore                                | AFC            |
| 11                | Danimarca                                | UEFA           |
| 11                | Svezia                                   | UEFA           |
| 10                | Giordania                                | AFC            |
| 10                | Inghilterra                              | UEFA           |
| 10                | Paesi Bassi                              | UEFA           |
| 10                | Panama                                   | CONCACAF       |
| 10                | Perù                                     | CONMEBOL       |
| 10                | Qatar                                    | AFC            |
| 9                 | Cile                                     | CONMEBOL       |
| 9                 | Francia                                  | UEFA           |
| 9                 | Giamaica                                 | CONCACAF       |
| 9                 | Zambia                                   | CAF            |
| 8                 | Argentina                                | CONMEBOL       |
| 8                 | Belgio                                   | UEFA           |
| 8                 | Brasile                                  | CONMEBOL       |
| 8                 | Giappone                                 | AFC            |
| 8                 | Iran                                     | AFC            |
| 8                 | Italia                                   | UEFA           |
| 8                 | Lettonia                                 | UEFA           |
| 8                 | Portogallo                               | UEFA           |
| 8                 | Uruguay                                  | CONMEBOL       |
| 7                 | Cina                                     | AFC            |
| 7                 | Colombia                                 | CONMEBOL       |
| 7                 | Giappone                                 | AFC            |
| 7                 | Irlanda                                  | UEFA           |
| 7                 | Malta                                    | UEFA           |
| 7                 | Paraguay                                 | CONMEBOL       |
| 7                 | Svizzera                                 | UEFA           |
| 6                 | Costa d'Avorio                           | CAF            |
| 6                 | Ecuador                                  | CONMEBOL       |
| 6                 | Finlandia                                | UEFA           |
| 6                 | Honduras                                 | CONCACAF       |
| 6                 | Russia Comunità degli Stati Indipendenti | UEFA           |
| 6                 | Thailandia                               | AFC            |
| 5                 | Camerun                                  | CAF            |
| 5                 | Grecia                                   | UEFA           |
| 5                 | Liechtenstein                            | UEFA           |
| 5                 | Polonia                                  | UEFA           |
| 5                 | Romania                                  | UEFA           |
| 5                 | Slovacchia                               | UEFA           |
| 5                 | Turchia                                  | UEFA           |
| 5                 | Ucraina                                  | UEFA           |
| 5                 | Uzbekistan                               | AFC            |
| 4                 | Algeria                                  | CAF            |
| 4                 | Andorra                                  | UEFA           |
| 4                 | Austria                                  | UEFA           |
| 4                 | Irlanda del Nord                         | UEFA           |
| 4                 | Islanda                                  | UEFA           |
| 4                 | Lussemburgo                              | UEFA           |
| 4                 | Rep. Ceca                                | UEFA           |
| 4                 | Venezuela                                | CONMEBOL       |
| 3                 | Gabon                                    | CAF            |
| 3                 | Galles                                   | UEFA           |
| 3                 | Ghana                                    | CAF            |
| 3                 | Guatemala                                | CONCACAF       |
| 3                 | Malawi                                   | CAF            |
| 3                 | Nigeria                                  | CAF            |
| 3                 | Norvegia                                 | UEFA           |
| 3                 | Serbia Serbia e Montenegro Jugoslavia    | UEFA           |
| 3                 | Siria                                    | AFC            |
| 3                 | Trinidad e Tobago                        | CONCACAF       |
| 3                 | Ungheria                                 | UEFA           |
| 2                 | Australia                                | AFC            |
| 2                 | Bosnia ed Erzegovina                     | UEFA           |
| 2                 | Bolivia                                  | CONMEBOL       |
| 2                 | Bulgaria                                 | UEFA           |
| 2                 | Cuba                                     | CONCACAF       |
| 2                 | Georgia                                  | UEFA           |
| 2                 | India                                    | AFC            |
| 2                 | Libano                                   | AFC            |
| 2                 | Lituania                                 | UEFA           |
| 2                 | Macedonia Macedonia del Nord             | UEFA           |
| 2                 | Senegal                                  | CAF            |
| 2                 | Slovenia                                 | UEFA           |
| 2                 | Tanzania                                 | CAF            |
| 2                 | Tunisia                                  | CAF            |
| 1                 | Armenia                                  | UEFA           |
| 1                 | Azerbaigian                              | UEFA           |
| 1                 | Bielorussia                              | UEFA           |
| 1                 | Burkina Faso                             | CAF            |
| 1                 | Canada                                   | CONCACAF       |
| 1                 | Cipro                                    | UEFA           |
| 1                 | Corea del Nord                           | AFC            |
| 1                 | El Salvador                              | CONCACAF       |
| 1                 | Filippine                                | AFC            |
| 1                 | Hong Kong                                | AFC            |
| 1                 | Indonesia                                | AFC            |
| 1                 | Israele                                  | UEFA           |
| 1                 | Malaysia                                 | AFC            |
| 1                 | Mali                                     | CAF            |
| 1                 | Marocco                                  | CAF            |
| 1                 | Moldavia                                 | UEFA           |
| 1                 | Mozambico                                | CAF            |
| 1                 | Nepal                                    | AFC            |
| 1                 | Ruanda                                   | CAF            |
| 1                 | Scozia                                   | UEFA           |
| 1                 | Sudafrica                                | CAF            |
| 1                 | Uganda                                   | CAF            |
| 1                 | Zimbabwe                                 | CAF            |